# Hermannsburg
Hermannsburg (plattdeutsch Harmsborg) liegt im Nordosten des Landes Niedersachsen in der Lüneburger Heide am Westrand des Naturparks Südheide, es ist eine Ortschaft der Gemeinde Südheide im Landkreis Celle.

## Geografische Lage

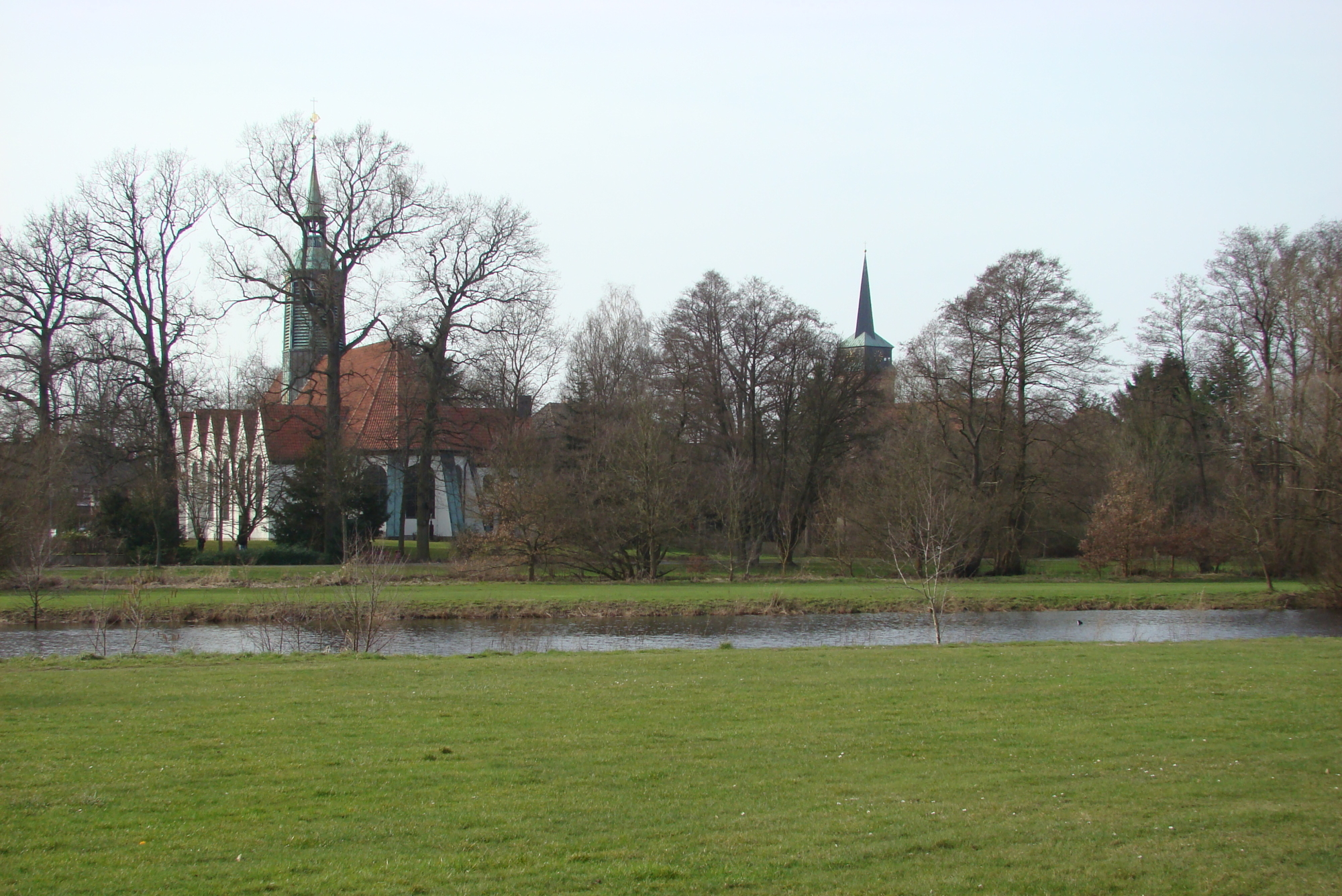
Örtzepark, Peter-Paul- und Große Kreuz-Kirche

Hermannsburg selbst ist ein Grundzentrum, das nächste Mittelzentrum, die Kreisstadt Celle, ist 28 km entfernt. Hermannsburg liegt 78 km nordöstlich der Landeshauptstadt Hannover und südlich vom etwa 100 km entfernten Hamburg. Die beiden Hauptorte der Gemeinde Südheide, Hermannsburg und Unterlüß, weisen zueinander eine Distanz von 16,5 km auf (Verbindungsstraße K17).
Hermannsburg liegt auf dem Lüß, dort auf dem tieferen Gebiet des Urstromtals der Örtze, am Rand des nach Lutterloh und dann Unterlüß hin ansteigenden Gebiets des Lüßplateaus mit dem Gebiet des Lüßwaldes und dessen angrenzenden Heide- (vgl. Heiden und Magerrasen in der Südheide) und auch Waldflächen, welche bis nach Hermannsburg reichen (Gebiet Sägenförth, Alte Celler Heerstraße, Am Hasenberg, Peter-Schütze-Weg etc.,
Die Örtze durchfließt den Hermannsburger Ortskern in Nord-Süd-Richtung, während der aus Richtung Lutterloh heranfließende Weesener Bach (in Hermannsburg Lutterbach genannt), den Ort in Ost-West-Richtung durchfließt und in der Nähe des Lutterhofes in die Örtze mündet.
Hermannsburg grenzt im Norden an die Gemeinde Wietzendorf, welche zum Landkreis Heidekreis gehört. Im Westen und Süden liegt das Gebiet der Stadt Bergen, im Osten außerdem weitere Ortsteile der Gemeinde Südheide und die Gebiete der Gemeinden Faßberg und Eschede, welche alle dem Landkreis Celle angehören.

## Geschichte

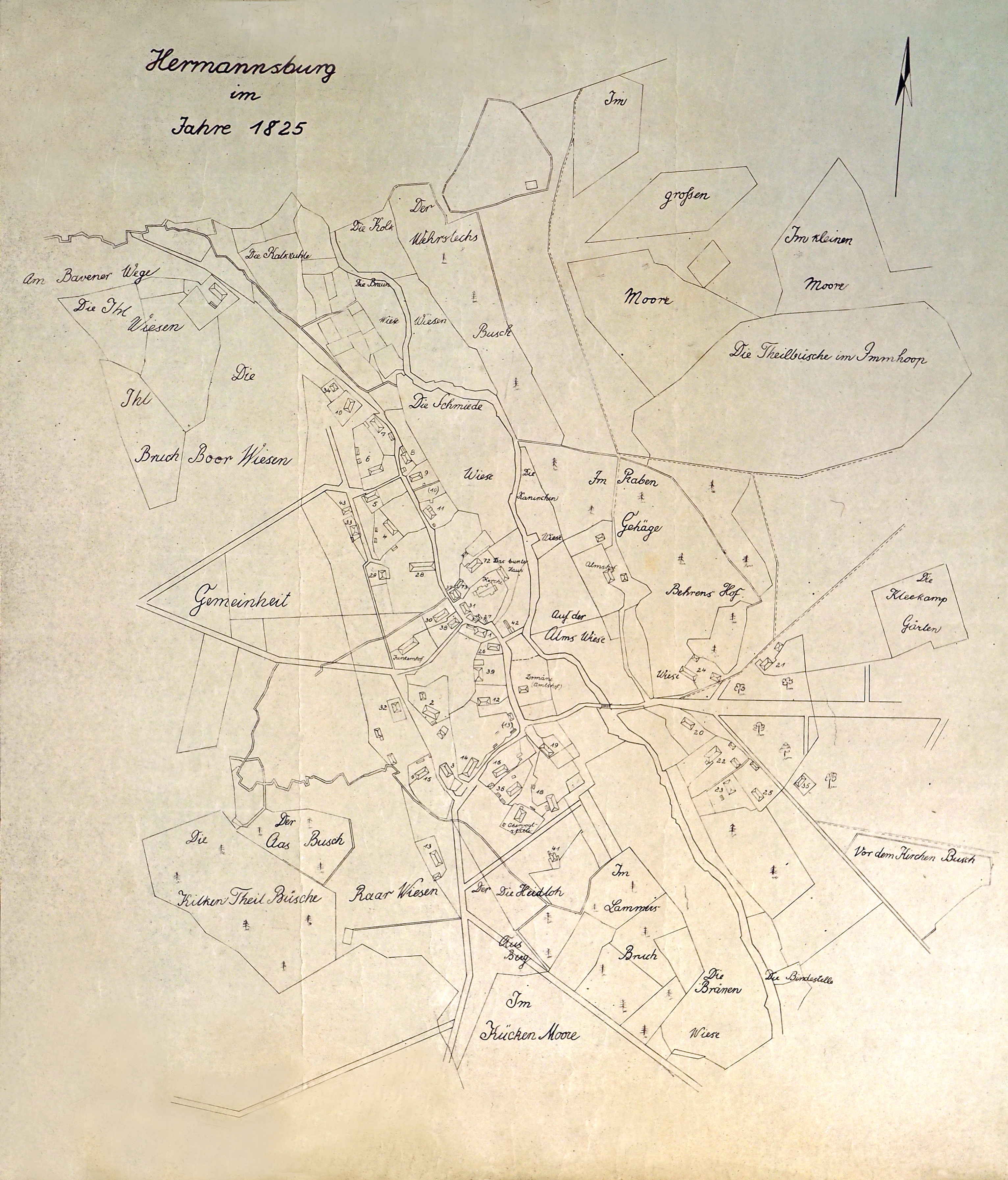
Historische Karte des Ortes von 1825

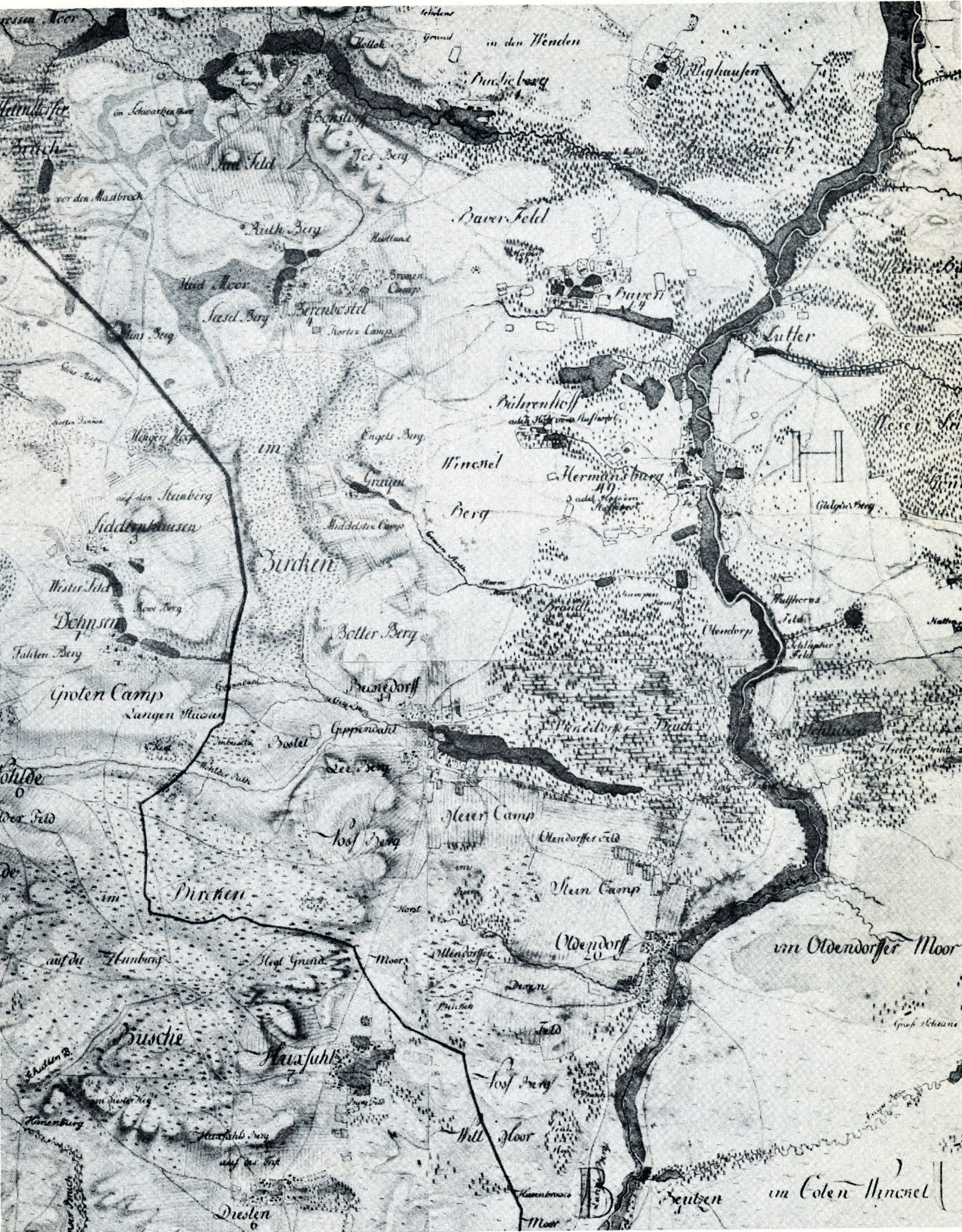
Hermannsburg und Umgebung im 18. Jahrhundert

Hermannsburg wurde als „Heremannesburc“ erstmals schriftlich 1059 durch Kaiser Heinrich IV. in einer Urkunde erwähnt. Es gilt aber als sicher, dass an seiner Stelle bereits früher eine Siedlung bestand. Bei Umbauarbeiten an der St.-Peter-Paul-Kirche 1957 wurde ein bronzenes Kruzifix gefunden, das aus dem 10. Jahrhundert stammt. 
Weitere ältere Bezeichnungen: 1162 Herminnesburch, 1440 Hermensborg; Hermansburg (1791).
Es gibt Hinweise, dass der Mindener Mönch Landolf im 9. Jahrhundert im Örtzetal missionierte. An der Stelle, an der sich heute die St.-Peter-Paul-Kirche befindet, wird in der Zeit zwischen 800 und 900 n. Chr. von der von Minden ausgehenden christlichen Mission auf einer Flottsandinsel nahe dem Thingplatz des Muthwidde-Gaues eine Taufkirche errichtet worden sein. Deren Fundamente wurden ebenfalls 1957 aufgefunden.

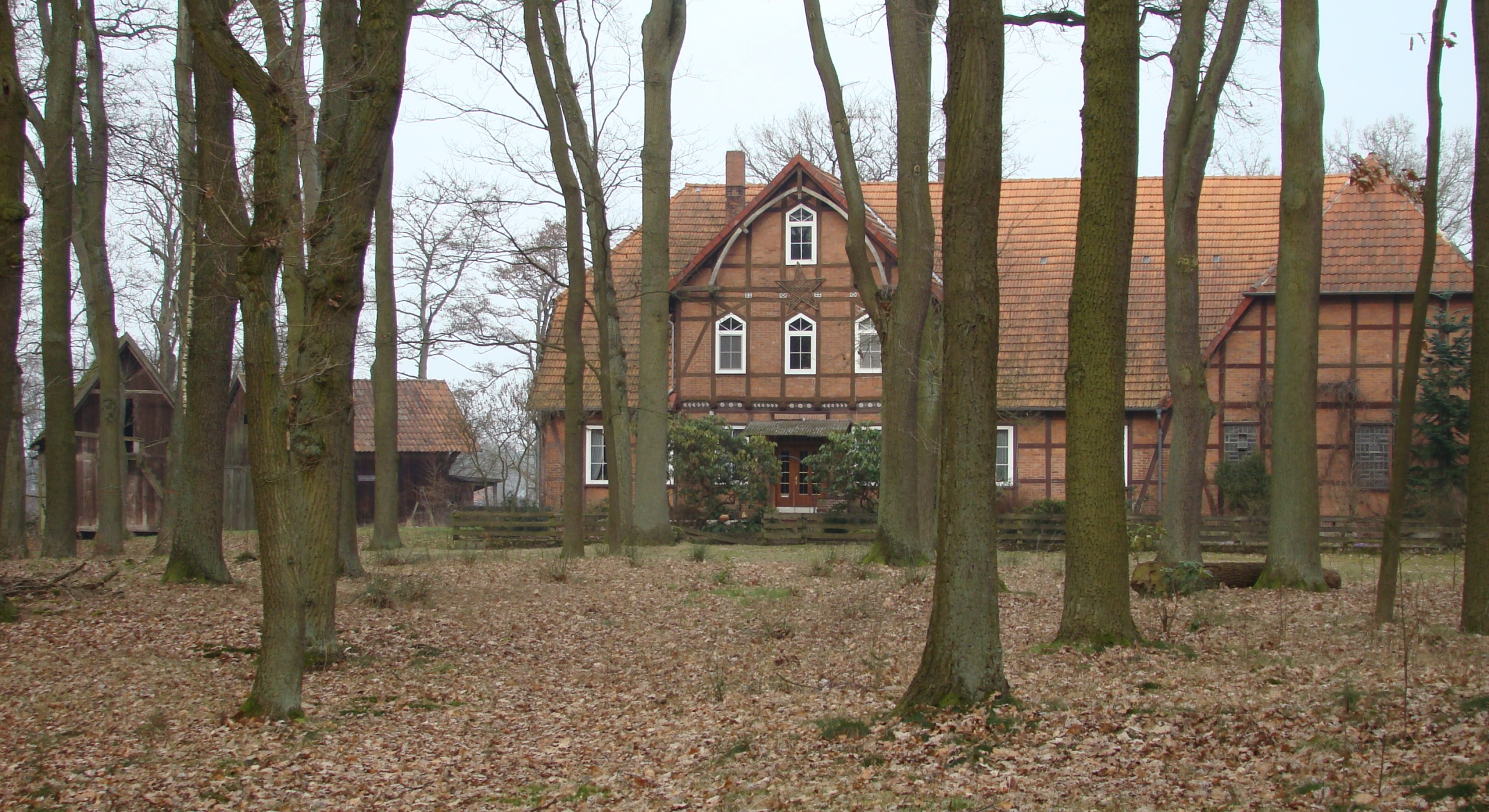
Der Lutterhof, mit Treppenspeichern und alten Eichen

In der Nachbarschaft gab es damals bereits acht alte Einzelhöfe; vier von ihnen lagen westlich und vier östlich der Örtze. Der „Lutterhof“ und „Misselhorn“, beide östlich der Örtze, bestehen heute noch. Der alte „Rißmann's Hof“, ab 1756 nach dem neuen Besitzer Johann Hinrich Behrens (1730–1808) der „Behrenssche Hof“ genannt, lag ebenfalls östlich der Örtze. Er wurde von dessen letztem Eigentümer Heinrich Wilhelm Behrens am 30. Januar 1854 der Hermannsburger Mission geschenkt. Behrens wurde zum Missionar ausgebildet und 1857 mit seiner Familie nach Südafrika ausgesandt. Der dann „Missionshof“ genannte Bauernhof wurde mit Kaufvertrag vom 15. Juni 1967 von der Missionsanstalt Hermannsburg an die politische Gemeinde Hermannsburg verkauft. Er wurde abgerissen, um hier die Hauptschule zu errichten. Neben den erwähnten acht alten Einzelhöfen gab es in Oldendorf, Beckedorf, Schlüpke und Weesen verschiedene so genannte Sattelhöfe, die für die Burg die Mannschaften stellen mussten.
Etwa zu der gleichen Zeit lag wahrscheinlich im Bereich des heutigen Friedhofes eine Burg; der Flurname „Quänenburg“ deutet darauf hin. Die Burg sollte den Übergang über die Örtze vor den heidnischen Wenden schützen. Es sind keine schriftlichen Quellen zur Burg bekannt. Vermutlich handelte es sich nicht um eine steinerne Anlage, sondern eher eine Wallanlage mit Palisaden, die nur einige Jahrzehnte Bestand hatte.
Die Gründung des Ortes im 10. Jahrhundert bestand darin, dass zwischen der Kirche und der Burg schätzungsweise zehn Kötnereien sowie mehrere Kleinbauern und Handwerker angesiedelt wurden. Damit erfolgte gleichzeitig die Bildung einer politischen und einer kirchlichen Gemeinde. Dies alles zusammen wurde zu dem Ort Hermannsburg.
Das Fürstengeschlecht der Billunger herrschte über die Region bis zu seinem Aussterben im Jahr 1106. Anschließend regierten die Welfen das Land, deren Herrschaft bis 1866 dauerte, mit kurzen Unterbrechungen durch französische Besetzungen während des Siebenjährigen Krieges (1756–1763) und der Zeit des Königreichs Westphalen (1807–1813). Ab 1866 gehörte Hermannsburg zur preußischen Provinz Hannover. Im Zuge der preußischen Kreisreform wurde der Ort dem Kreis Celle zugeordnet.
Am 14. April 1667 brach in Hermannsburg ein großes Feuer aus. 28 Häuser wurden dabei zerstört, darunter auch die Schule und das Küsterhaus.
Am 9. Mai 1802 erlebte Hermannsburg erneut eine Brandkatastrophe. Laut „Hannoverischen Anzeigen“ vom 31. Mai 1802 brannten nieder: das Amtshaus mit Nebengebäuden, 13 Wohnhäuser und 21 Nebengebäude. Durch die „außerordentlichen Heftigkeit“ des Feuers verarmten viele; die meisten retteten nur wenig oder gar nichts.
Im Jahre 1973 beging Hermannsburg, aus Anlass der tausendjährigen Wiederkehr des Todestages von Hermann Billung (27. März 973), seine Tausendjahrfeier.

## Politik und Verwaltung

### Eingemeindungen
Im Zuge der Gebietsreform in Niedersachsen wurde 1973 die Einheitsgemeinde Hermannsburg gebildet.
Am 1. Januar 1973 wurden folgende Ortschaften eingemeindet und verloren ihre Selbstständigkeit:
- Baven, die zweitgrößte Ortschaft, sie liegt im Norden der Gemeinde und schließt sich unmittelbar an den Ortskern an,
- Oldendorf, liegt im Süden, 3 km vom Kerngebiet der Gemeinde entfernt,
- Beckedorf, liegt im Südwesten, 2 km entfernt,
- Bonstorf, mit den zugehörigen Ortsteilen Barmbostel und Hetendorf liegt im Nordwesten, 4 km entfernt,
- Weesen (mit damals mehr als 400 Einwohnern) liegt im Osten der Gemeinde und ist 2 km entfernt,
- und Gebietsteile der Gemeinden Müden (Örtze) mit damals etwa 50 Einwohnern.
- Der alte Ort Hermannsburg selbst, er umfasste mehr als die Hälfte der gesamten Einwohner.[7]

Seit dem 1. Januar 2015 bildet Hermannsburg zusammen mit dem benachbarten Unterlüß die neue Gemeinde Südheide im Landkreis Celle.
Die oben genannten Ortschaften Baven, Beckedorf, Bonstorf, Oldendorf und Weesen, die 1973 in die Einheitsgemeinde Hermannsburg eingemeindet wurden, gehören jetzt zur Gemeinde Südheide.

### Ortsrat
Der Ortsrat der Ortschaft Hermannsburg besteht aus sieben Ortsratsmitgliedern. 
Bei der Kommunalwahl 2021 ergab sich folgende Sitzverteilung:
| Ortsrat 2021Insgesamt 7 Sitze - SPD: 2 - Grüne: 1 - FDP: 1 - CDU: 3 |

### Ortsbürgermeister
Ortsbürgermeister ist Hans-Hermann Brase (parteilos).

### Letzter Bürgermeister
Letzter Bürgermeister bis zur Eingliederung in die Gemeinde Südheide war Axel Flader. Er wurde anschließend zum Bürgermeister der neu gebildeten Gemeinde gewählt. Seit dem 12. September 2021 ist Flader hauptamtlicher Landrat des Landkreises Celle.

### Wappen
Blasonierung
„Das Wappen der Gemeinde Hermannsburg zeigt auf goldenem Rundschild eine blaue dreizipfelige Fahne mit schwarzer Querstange und mit schwarzem Kirchenkreuz auf der Weltkugel.“
Die dreiteilige „Kirchenfahne“ ist als Symbol der heiligen Dreifaltigkeit anzusehen. Die Weltkugel mit dem Kirchenkreuz soll die Bedeutung des Ortes als Zentrum einer weltweiten Mission veranschaulichen.

### Gemeindepartnerschaften
Seit 1976 unterhalten das Hermannsburger Christian-Gymnasium sowie die Christian-Realschule ein jährliches Schüleraustausch-Programm mit der französischen Gemeinde Auterive, welches 1979 zu einer offiziellen Partnerschaft zwischen Hermannsburg und Auterive führte.

## Religion

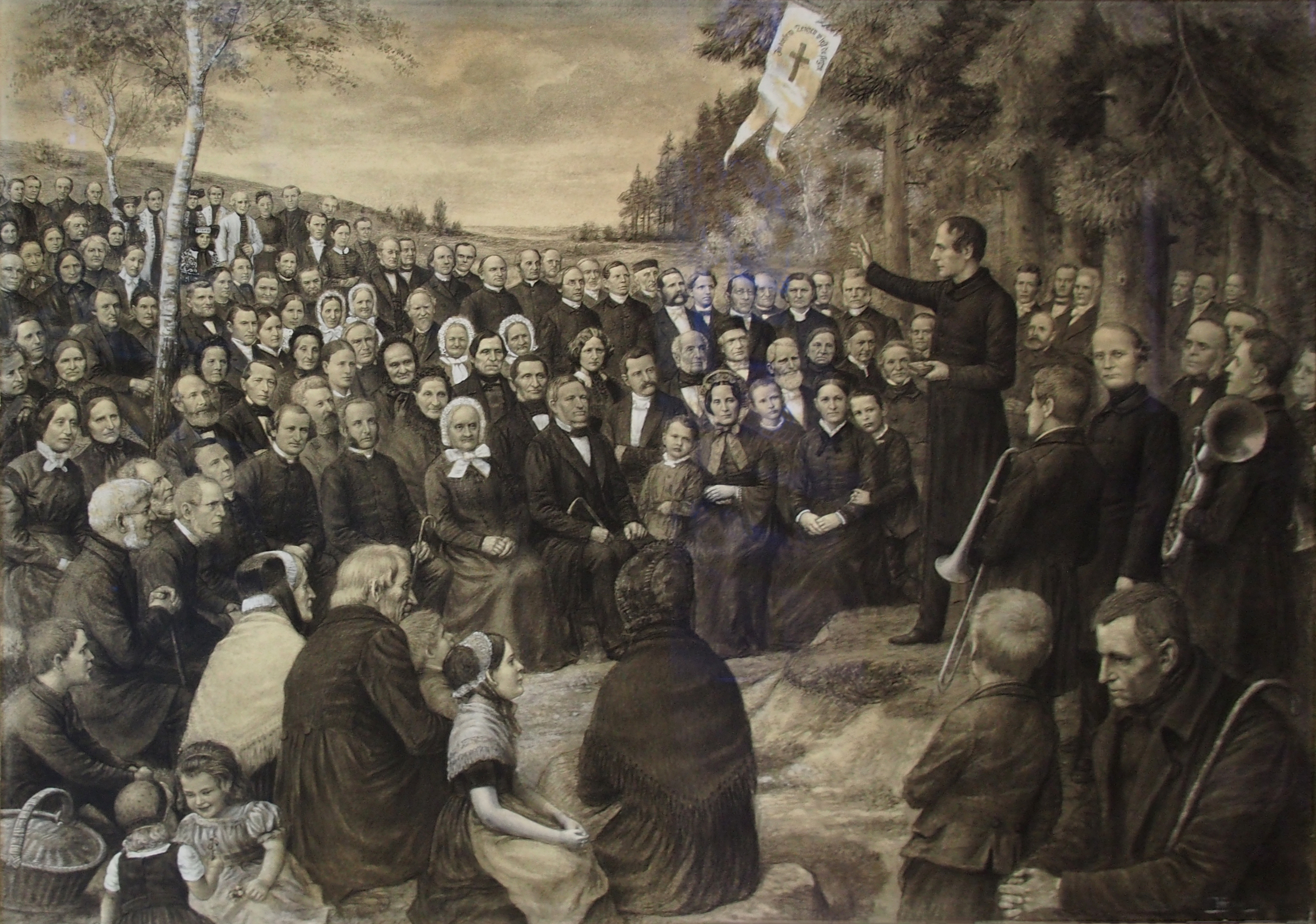
Hermannsburger Missionsfest mit Louis Harms (H. Barmführ 1908)

Besondere Bedeutung für Hermannsburg hat der evangelisch-lutherische Pastor Ludwig Harms. Er gründete 1849 das Missionsseminar, eine Ausbildungsstätte für Missionare, aus der sich die Hermannsburger Mission (heute: Ev.-luth. Missionswerk in Niedersachsen) mit Aktivitäten besonders im afrikanischen Raum (Schwerpunkt südliches Afrika und Äthiopien) entwickelte. Als Vertreter der Erweckungsbewegung prägte er auch das kirchliche Leben des Ortes nachhaltig. Das hatte u. a. zur Folge, dass sich aus Sorge um das Zurückdrängen des lutherischen Bekenntnisses durch das reformierte preußische Königshaus 1878 die Evangelisch-Lutherische Große Kreuzkirchengemeinde bildete, die sich mit anderen lutherischen Kirchengemeinden zu einem unabhängigen altkonfessionell lutherischen Kirchenkörper zusammenschlossen – der Hannoverschen Evangelisch-Lutherischen Freikirche, einer Vorgängerkirche der heutigen Selbständigen Evangelisch-Lutherischen Kirche. Seit 1846 zu Epiphanias (Dreikönigstag am 6. Januar) in unregelmäßigen Abständen, und seit 1851 jährlich einmal, jeweils zu Johannis (24. Juni), wird das Missionsfest veranstaltet, zu dem schon bis zu 6000 Menschen kamen. Bis heute werden am Wochenende um den 24. Juni herum Missionsfeste im Park des Missionsseminars gefeiert.

### Landeskirche Hannovers

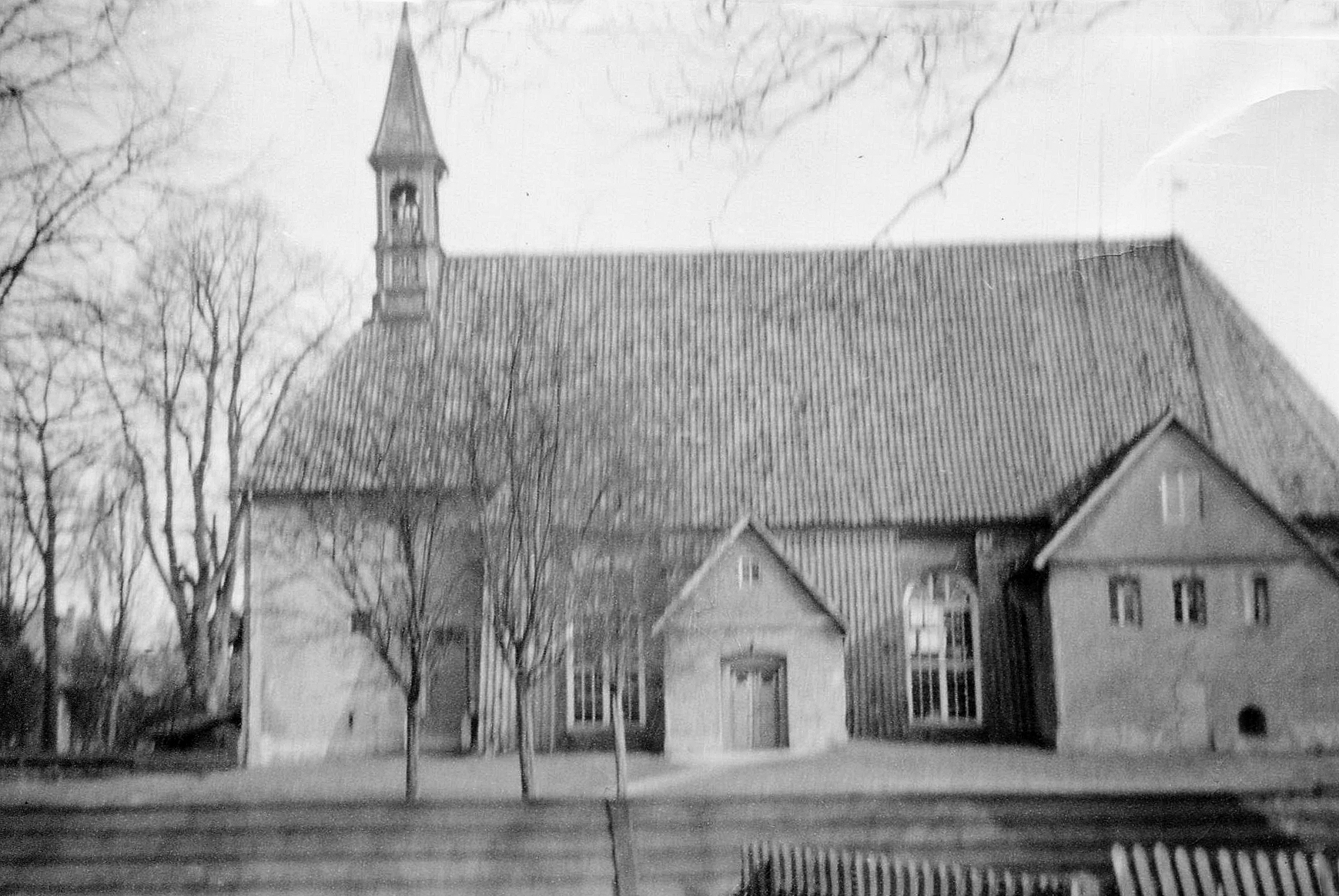
St.-Peter-Paul-Kirche vor dem Umbau 1956

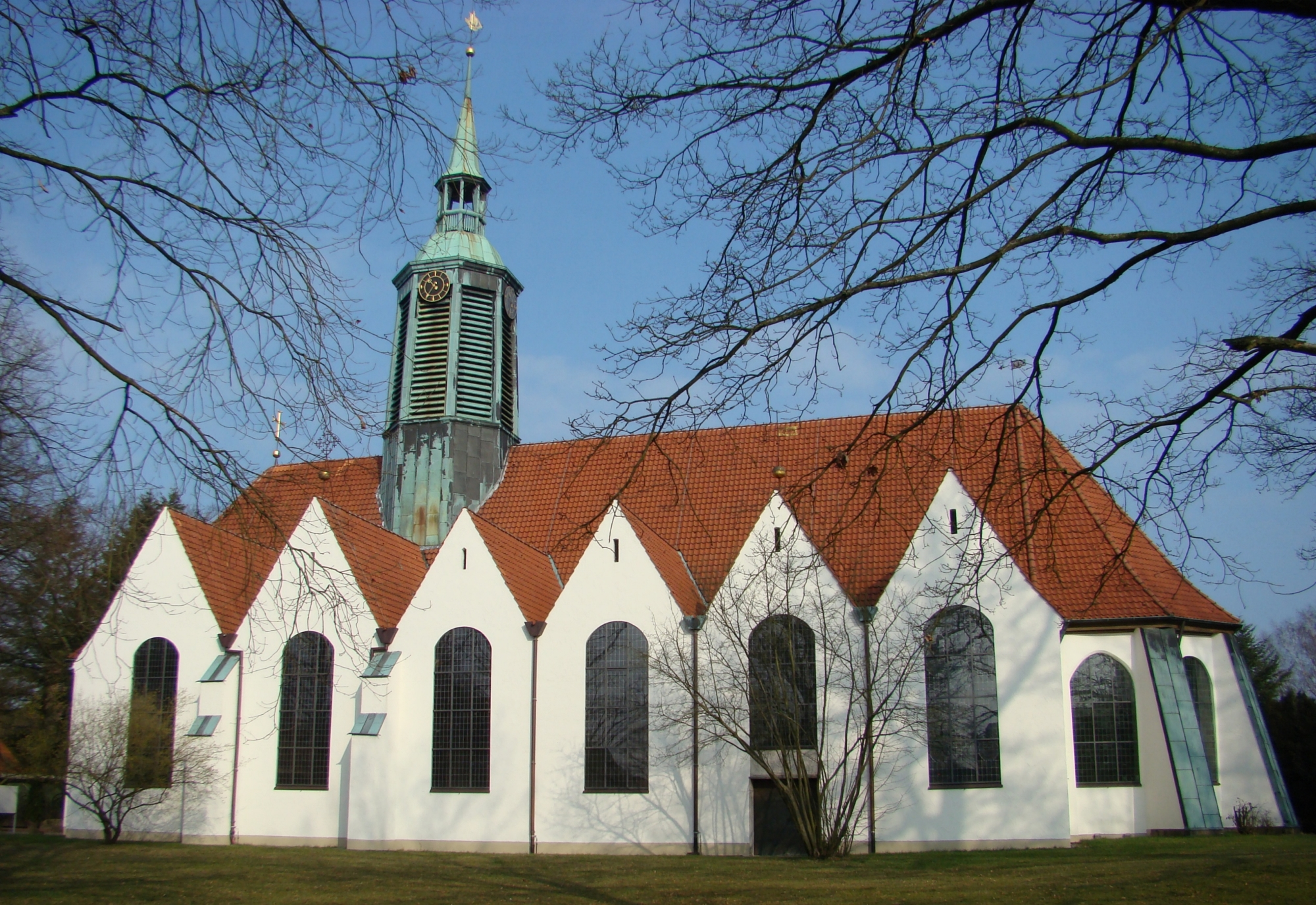
St.-Peter-Paul-Kirche (2008)

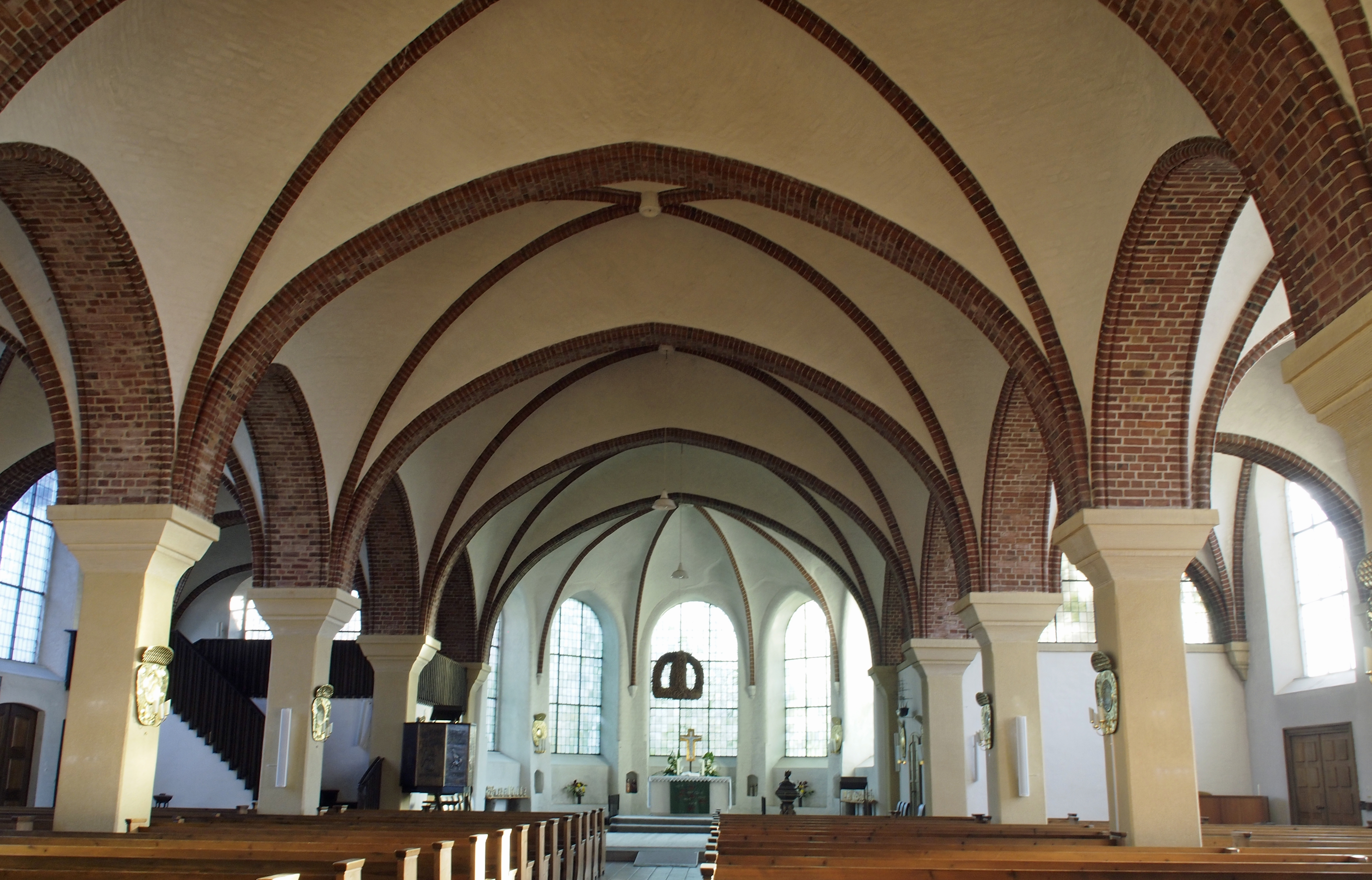
Im Innern der St.-Peter-Paul-Kirche

Die erste, vermutlich um 850 errichtete Missionskirche aus Holz brannte 955 bei den Wendeneinfällen nieder. Durch den Sachsenherzog Hermann Billung wurde um das Jahr 970 eine neue Kirche im romanischen Stil errichtet. Der Neubau erfolgte etwas weiter südlich der alten Kirche, wie man bei Ausschachtungsarbeiten anhand einer starken Brandschicht verkohlten Holzes feststellte. Die Grundmauern dieses Baus bestanden aus etwa 1 m starken Trockenmauern aus Raseneisensteinblöcken in Zweischalenbauart, was auf einen niederländischen Baumeister hindeutet. Die Kirche hatte einen fast quadratischen Altarraum mit den Innenmaßen 4,4 × 5,6 m und ein rechteckiges Langschiff von 6,5 m Innenbreite. Der Altarraum war durch eine 1 m breite Wand vom Kirchenschiff getrennt, was man bisher an keiner anderen alten Dorfkirche vorgefunden hat.
Vermutlich im 15. Jahrhundert brannte diese Kirche ebenfalls ab. Sie wurde 1450 durch eine Kirche im gotischen Stil ersetzt, die in dieser Form bis 1956 genutzt wurde.
Wegen ihres schlechten baulichen Zustandes und der angewachsenen Gemeindegliederzahl wurde beschlossen, das Kirchengebäude großzügig zu erweitern. Zunächst war geplant, den ursprünglichen Baukörper durch die Verlängerung des Kirchenschiffes und Anbau von Seitenschiffen zu vergrößern, doch stürzte während der Bauarbeiten das Dachgewölbe ein, sodass schließlich doch nach Plänen von Bruno Fendrich eine völlig neue Kirche entstand, für die nur der bisherige Dachstuhl und die alte Apsis wieder verwendet wurden. Die jeweils sechsfach untergliederten Seitenschiffe und der als Dachreiter ausgebildete Kirchturm geben der Kirche ein unverwechselbares Erscheinungsbild. Von den sechs Glocken stammt die kleinste und älteste aus der vorreformatorischen Zeit (1495). Eine andere Glocke, die größte, ist aus dem Jahr 1681, die übrigen vier Glocken sind aus dem Jahr 1949. Der Innenraum wird durch die der gotischen Vorgängerkirche nachempfundenen Gewölberippen und die durch die großen Fenster hervorgerufenen Lichtfülle geprägt. Älteste Inventarstücke sind das hölzerne Taufbecken und ein ebenfalls aus Holz gefertigter farbiger Kronleuchter, beide aus dem 18. Jahrhundert. Die übrige Ausstattung, Altar, Kanzel, Orgel und die ringsum im Kirchenschiff angebrachten 26 Messingleuchter, vermittelt einen typischen Eindruck von der Kirchenkunst der 1950er Jahre.

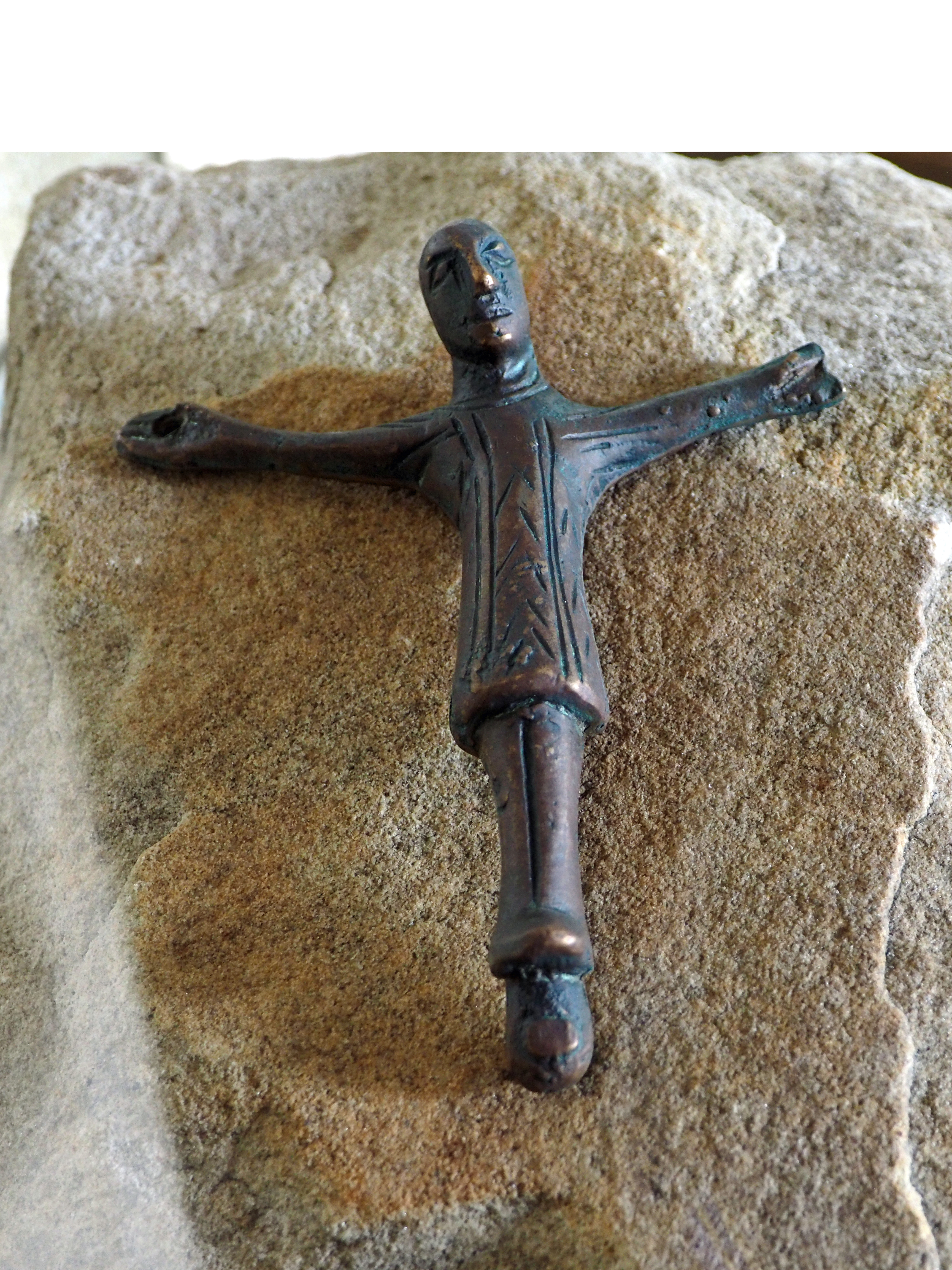
Bronze-Kruzifix aus dem 10. Jahrhundert (Nachbildung)

Bei der Neugestaltung der Kirche in den Jahren 1956–1959 fand man deren alte Grundmauern. Dabei entdeckte man auch ein altes Bronze-Kruzifix (Darstellung des gekreuzigten Christus) von 12 cm Größe, eine Arbeit im romanischen Stil, aus dem 10. Jahrhundert, das in der Lüneburger Heide einzig in seiner Art ist. Eine originalgetreue Kopie dieses wertvollen Kruzifixes ist in der Gebetsecke im linken hinteren Teil des Kirchenschiffes ausgestellt.
Die große Orgel, mit 33 Registern auf drei Manualen und Pedal wurde 1963 von der Firma Emil Hammer Orgelbau errichtet.
| I Hauptwerk |              |        |
| 1.          | Quintadena   | 16′    |
| 2.          | Prinzipal    | 08′    |
| 3.          | Koppelflöte  | 08′    |
| 4.          | Oktave       | 04′    |
| 5.          | Rohrflöte    | 04′    |
| 6.          | Nasat        | 02 ⁄3′ |
| 7.          | Oktave       | 02′    |
| 8.          | Mixtur V–VII |        |
| 9.          | Trompete     | 08′    |

| II Rückpositiv |              |       |
| 10.            | Gedackt      | 8′    |
| 11.            | Prinzipal    | 4′    |
| 12.            | Spitzgedackt | 4′    |
| 13.            | Waldflöte    | 2′    |
| 14.            | Quinte       | 1 ⁄3′ |
| 15.            | Scharf IV    |       |
| 16.            | Krummhorn    | 8′    |
|                | Tremulant    |       |

| III Brustwerk |                 |    |
| 17.           | Singend Gedackt | 8′ |
| 18.           | Gedacktflöte    | 4′ |
| 19.           | Gemshorn        | 2′ |
| 20.           | Oktave          | 1′ |
| 21.           | Terzian II      |    |
| 22.           | Zimbel III      |    |
| 23.           | Vox humana      | 8′ |
|               | Tremulant       |    |

| Pedal |               |     |
| 24.   | Subbass       | 16′ |
| 25.   | Gedacktpommer | 16′ |
| 26.   | Gedackt       | 08′ |
| 27.   | Prinzipal     | 08′ |
| 28.   | Metallflöte   | 04′ |
| 29.   | Nachthorn     | 02′ |
| 30.   | Mixtur IV     |     |
| 31.   | Posaune       | 16′ |
| 32.   | Trompete      | 08′ |
| 33.   | Oboe          | 04′ |

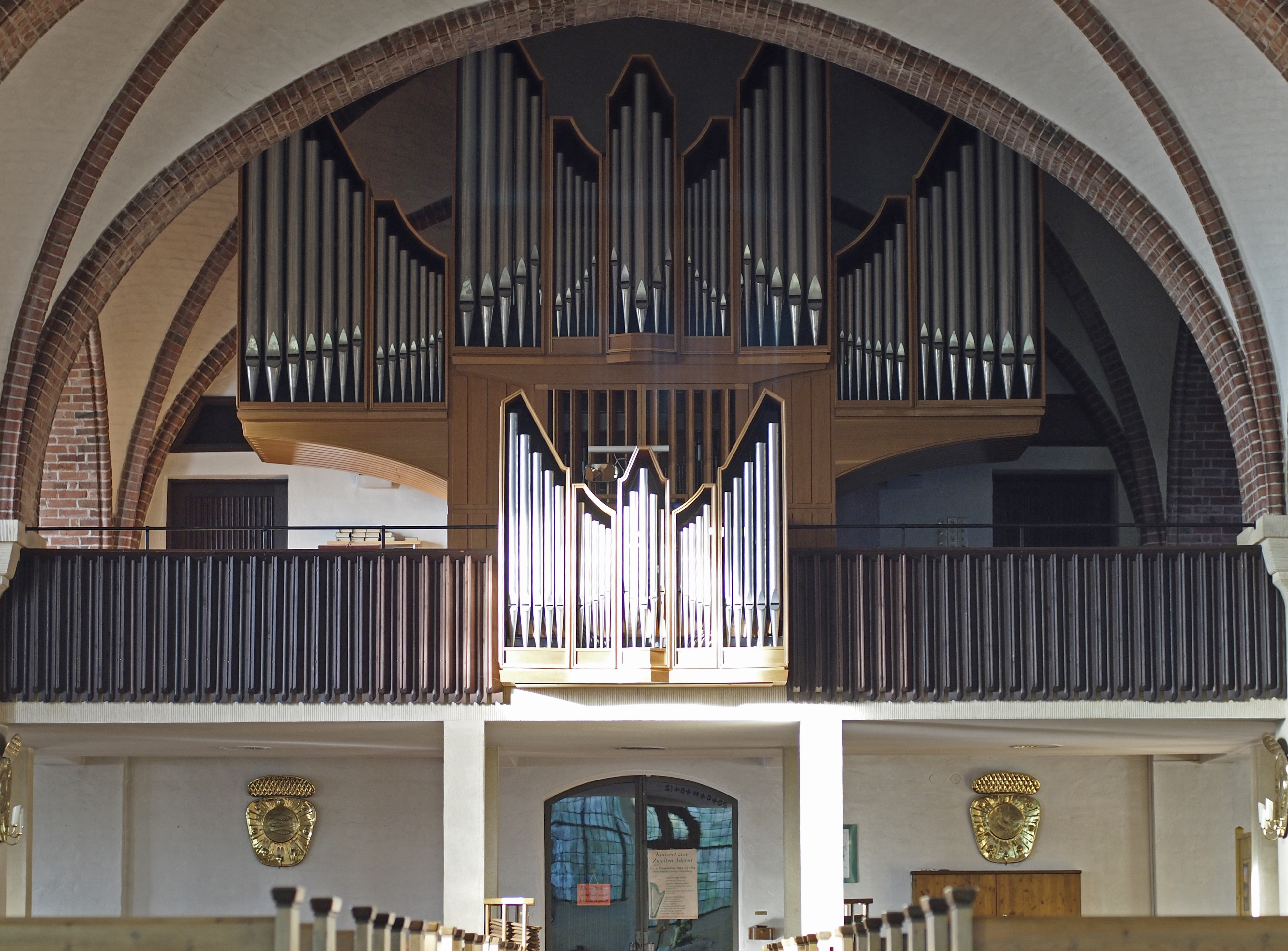
Hammer-Orgel von 1963

- Koppeln:  II/I, III/I, I/P, II/P, III/P
- Schleifladen mit mechanischer Spieltraktur und elektrischem Regierwerk

Daneben besteht eine kleine Chororgel, erbaut von Orgelbauer Ott, mit einem Manual und drei Registern.
Mit rund 4700 Gemeindemitgliedern ist die St.-Peter-Paul-Gemeinde heute die größte lutherische Kirchengemeinde am Ort. Sie gehört der Evangelisch-Lutherischen Landeskirche Hannovers an.

### Selbständige Evangelisch-Lutherische Kirche

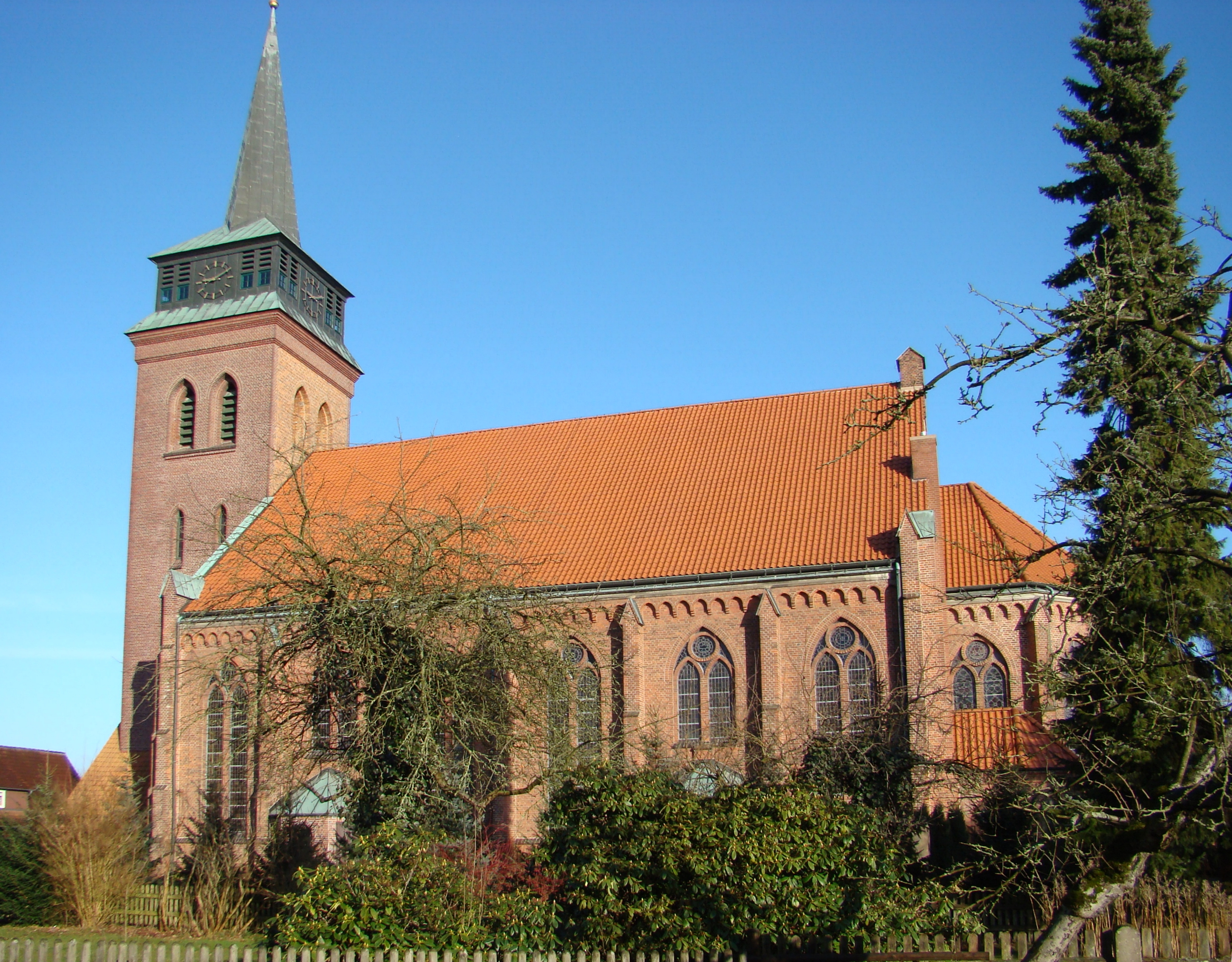
Große Kreuzkirche

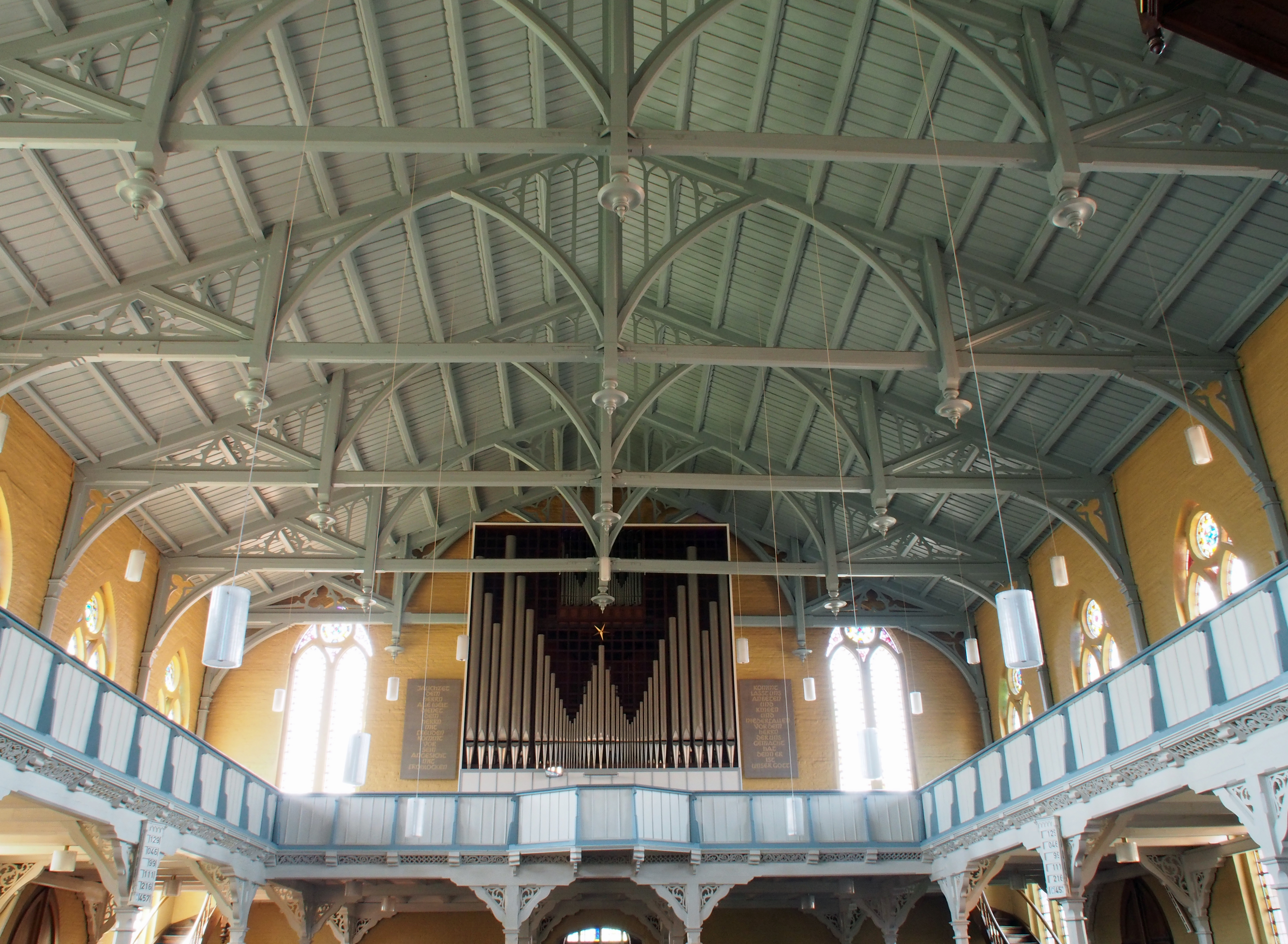
Innenraum der Großen Kreuzkirche mit Orgel und freitragender Holzdecke

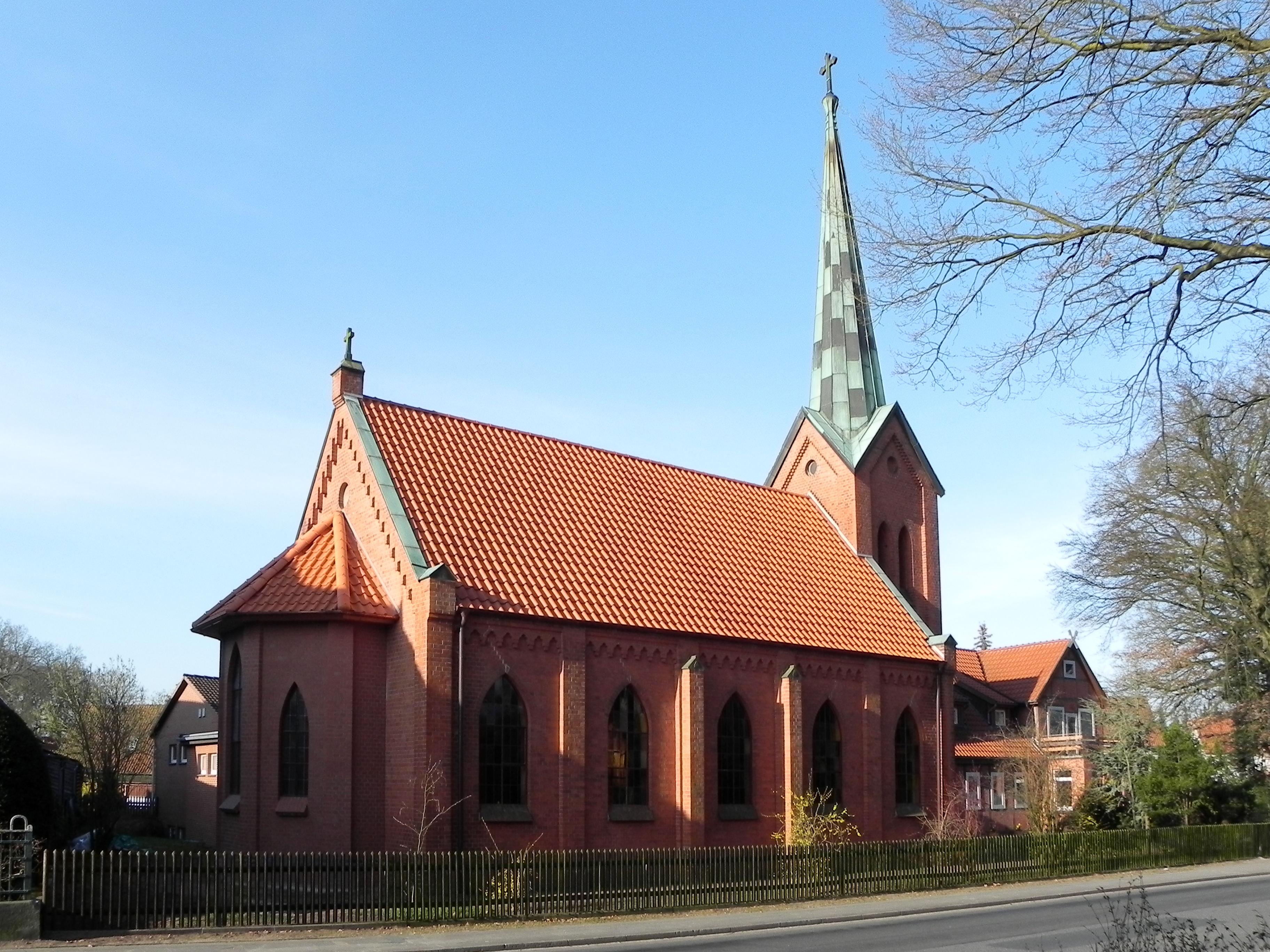
Kleine Kreuzkirche mit neuer Apsis

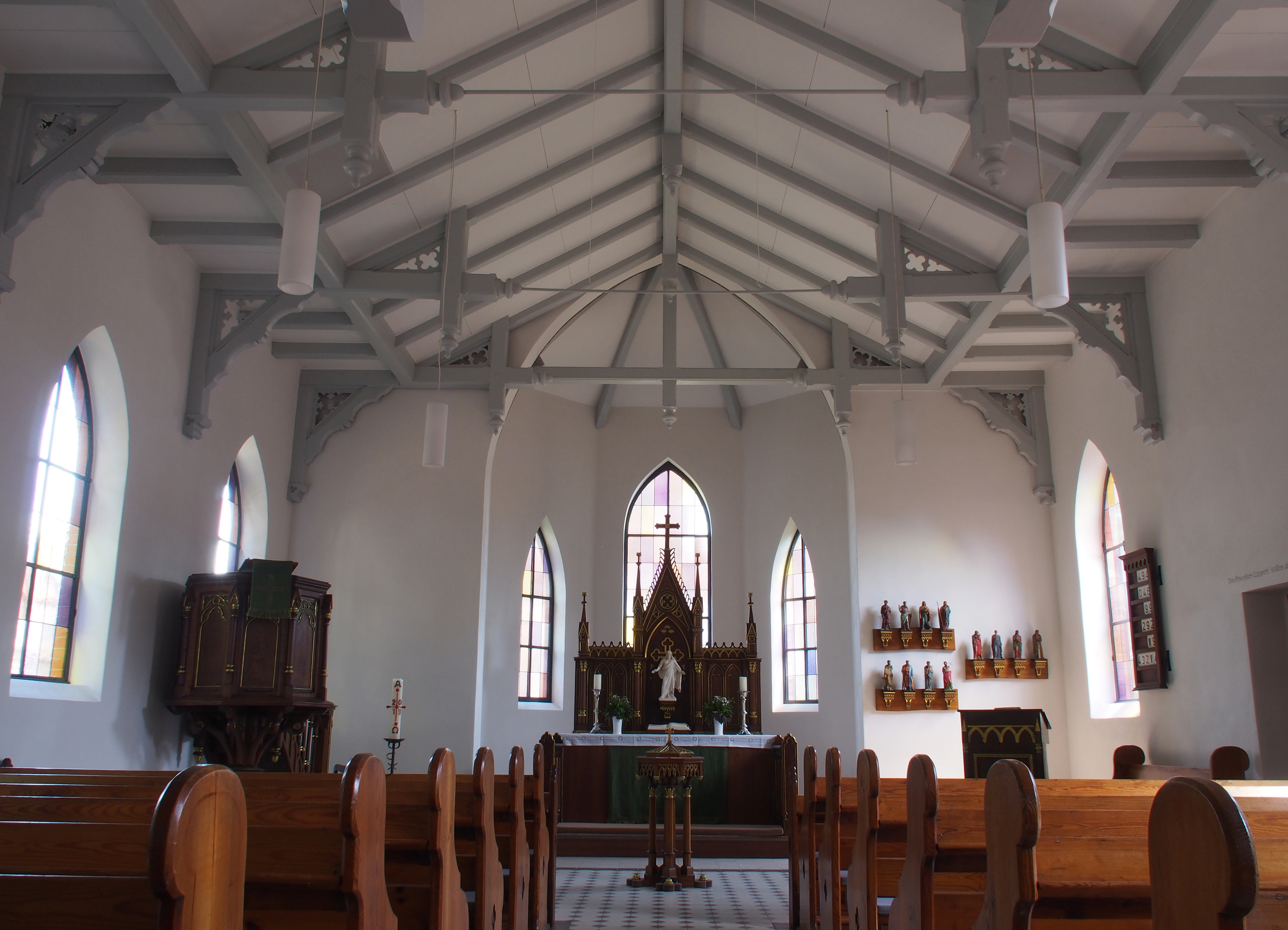
Innenraum mit Altar der Kleinen Kreuzkirche

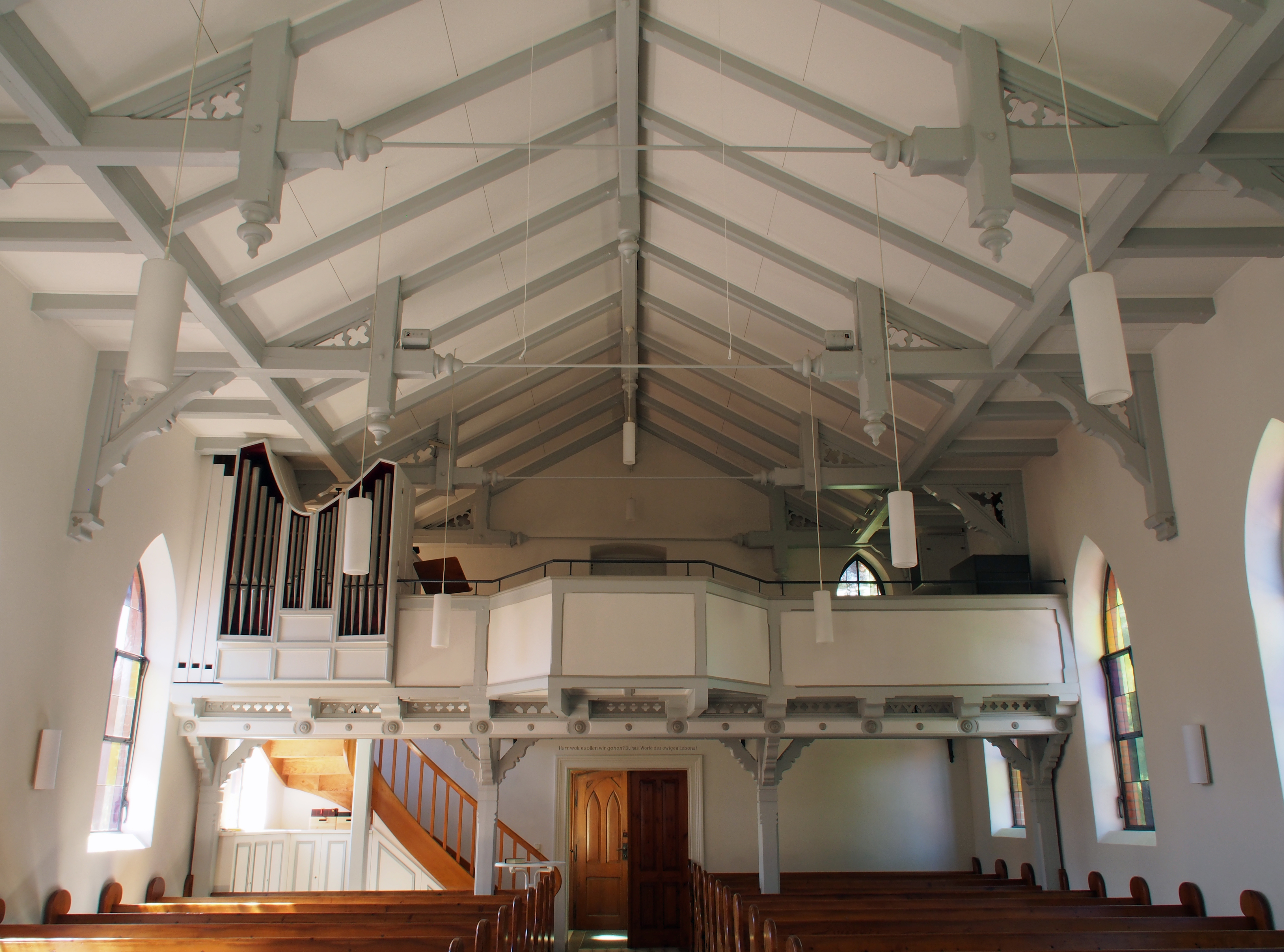
Die Orgel eines unbekannten Baumeisters

Die evangelisch-lutherische Große Kreuzkirchengemeinde gehört zum Kirchenbezirk Niedersachsen-West der Selbständigen Evangelisch-Lutherischen Kirche (SELK) und entstand im 19. Jahrhundert. Nach der Niederlage der Welfen 1866 gegen Preußen versuchte der preußische König, die evangelische Union mit ihrem Agendenstreit zwischen Reformierten und Lutheranern auch auf das Königreich Hannover auszuweiten. Auch hier wurde seitens des Staates in die Gottesdienstordnung, Verfassung und Lehre der Kirche eingegriffen. Hiergegen protestierte der Pfarrer der St.-Peter-Paul-Kirche, Pastor Theodor Harms, Bruder von Ludwig Harms, der hierauf von der hannöverschen lutherischen Landeskirche seines Amtes enthoben wurde und das Pfarrhaus verlassen musste. Am 13. Februar 1878 beschlossen viele den Austritt aus der Landeskirche und gründeten die Große Kreuzkirchengemeinde. Man plante von vornherein eine große Kirche, um ausreichend Platz für die Besucher der Missionsfeste zu haben. Am 28. September 1878 wurde Richtfest gefeiert. In der Kirche finden etwa 1000 Besucher Platz. Das Kirchenschiff hat keine tragenden Säulen und ist damit wahrscheinlich das größte freitragende Holzkirchenschiff Europas. Der 52 m hohe Kirchturm ist weithin sichtbar. Das Gotteshaus steht unter Denkmalschutz. Heute gehören zur regen Kirchengemeinde etwa 2200 Gemeindeglieder, die von zwei Pfarrern betreut werden. Unter Leitung einer Kantorin sind ein großer Singchor sowie ein Posaunenchor mit vielen Bläsern vorhanden.

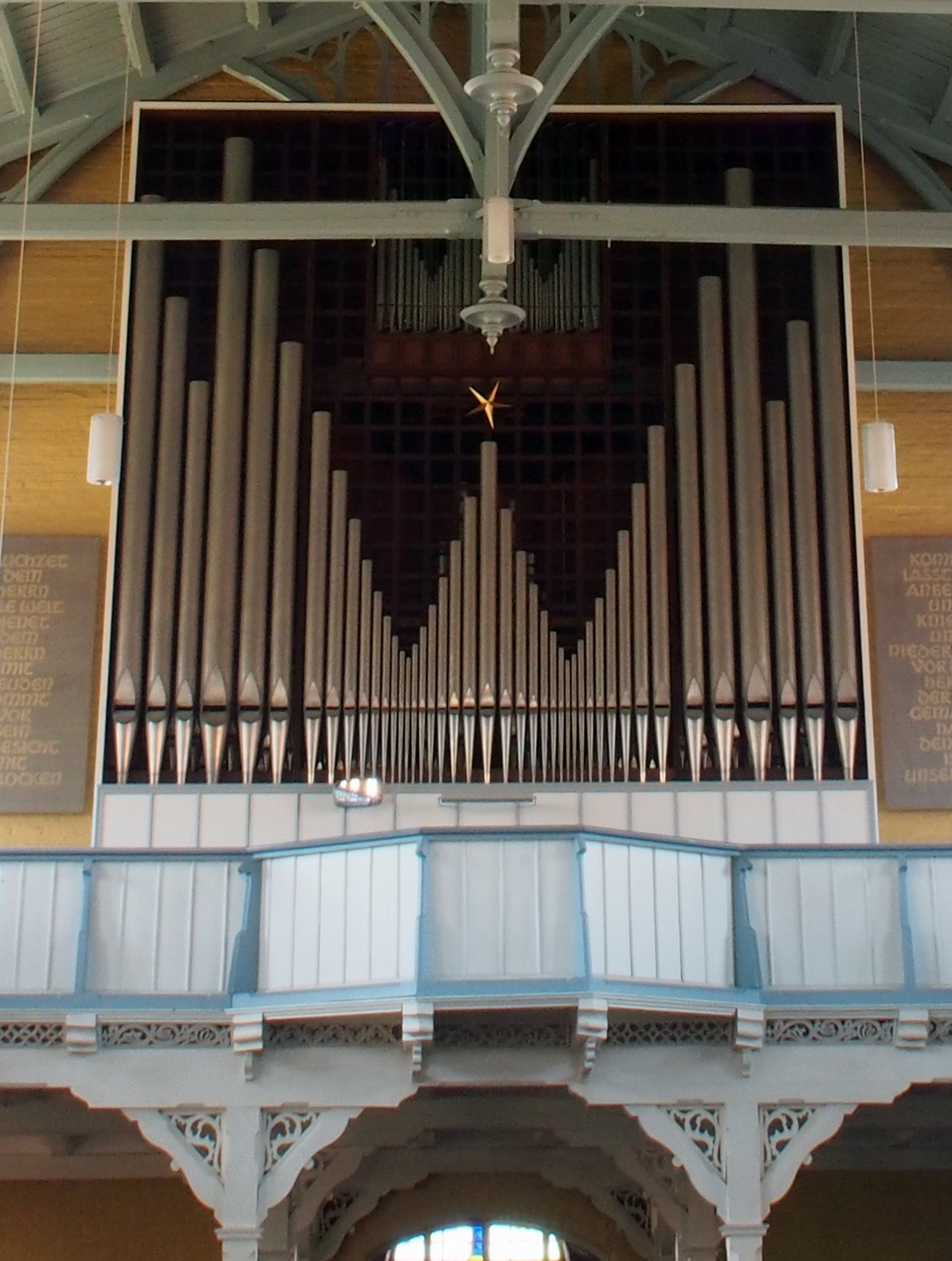
Die Orgel

Die Orgel war von der Berliner Orgelbauwerkstatt Karl Schuke ursprünglich 1967 für eine Kirche in Essen gebaut worden. Als diese Kirche geschlossen werden sollte, erwarb die Große Kreuzgemeinde in Hermannsburg die Orgel. 2008 wurde sie von der Orgelbauwerkstatt Karl Schuke eingebaut, um ein Register erweitert und neu intoniert. Die Orgel hat jetzt 31 Register auf zwei Manualen und Pedal.
| Hauptwerk C–g3 |               |       |
| 1.             | Gedacktpommer | 16′   |
| 2.             | Principal     | 08′   |
| 3.             | Rohrflöte     | 08′   |
| 4.             | Octave        | 04′   |
| 5.             | Nachthorn     | 04′   |
| 6.             | Nassat        | 2 ⁄3′ |
| 7.             | Waldflöte     | 02′   |
| 8.             | Mixtur IV–VI  | 1 ⁄3′ |
| 9.             | Dulcian       | 16′   |
| 10.            | Trompete      | 08′   |

| Positiv C–g3 |               |       |
| 11.          | Violflöte     | 8′    |
| 12.          | Gedackt       | 8′    |
| 13.          | Principal     | 4′    |
| 14.          | Schnabelflöte | 4′    |
| 15.          | Octave        | 2′    |
| 16.          | Sesquialtera  | 2 ⁄3′ |
| 17.          | Quinte        | 1 ⁄3′ |
| 18.          | Spitzflöte    | 1′    |
| 19.          | Scharf IV     | 1′    |
| 20.          | Krummhorn     | 8′    |
| 21.          | Regal         | 4′    |

| Pedal |             |     |
| 22.   | Principal   | 16′ |
| 23.   | Subbass     | 16′ |
| 24.   | Octave      | 08′ |
| 25.   | Gemshorn    | 08′ |
| 26.   | Rohrpfeife  | 04′ |
| 27.   | Bauernflöte | 01′ |
| 28.   | Mixtur V    | 02′ |
| 29.   | Posaune     | 16′ |
| 30.   | Trompete    | 08′ |
| 31.   | Schalmei    | 04′ |

- Koppeln: II/I, I/P, II/P
- Cymbelstern

Der Wahlspruch der Gemeinde lautet: „Ohne Kreuz keine Krone“.
Kleine Kreuzkirche
Die evangelisch-lutherische Kleine Kreuzgemeinde gehört ebenfalls zum Kirchenbezirk Niedersachsen-West der Selbständigen Evangelisch-Lutherischen Kirche. Die Kleine Kreuzgemeinde entstand aufgrund von Auseinandersetzungen über die Nachfolge im Pfarramt der Großen Kreuzkirchengemeinde. Am 14. Februar 1886 wurde der erste Gottesdienst in der Kleinen Kreuzgemeinde gefeiert. Am 16. April trennte sich die Große Kreuzkirchengemeinde von der Hannoverschen evangelisch-lutherischen Freikirche, einer Vorgängerkirche der SELK. Somit gehörten für eine kurze Zeit die beiden Kreuzgemeinden unterschiedlichen lutherischen Kirchenkörpern an. Baubeginn der eigenen kleinen Kirche war am 1. August 1886, am 6. und 7. Oktober 1886 war Richtfest. Am 30. März 1887 wurde die Kleine Kreuzkirche von Pastor Friedrich Wolff geweiht. Die Kirche kostete 15.000 Mark, die ausschließlich durch Spenden aufgebracht wurden. Von 1916 bis 1929 war Theodor Werner Pfarrer der Kleinen Kreuzgemeinde. 2011/12 wurde die ursprünglich zwar geplante, aber aus Kostengründen nicht verwirklichte Apsis an das Kirchengebäude angebaut.
Nach dem Zusammenschluss unterschiedlicher altkonfessionell-lutherischer Kirchen gehören beide lutherischen Kreuz-Kirchengemeinden zur SELK und sind in Hermannsburg prägend.

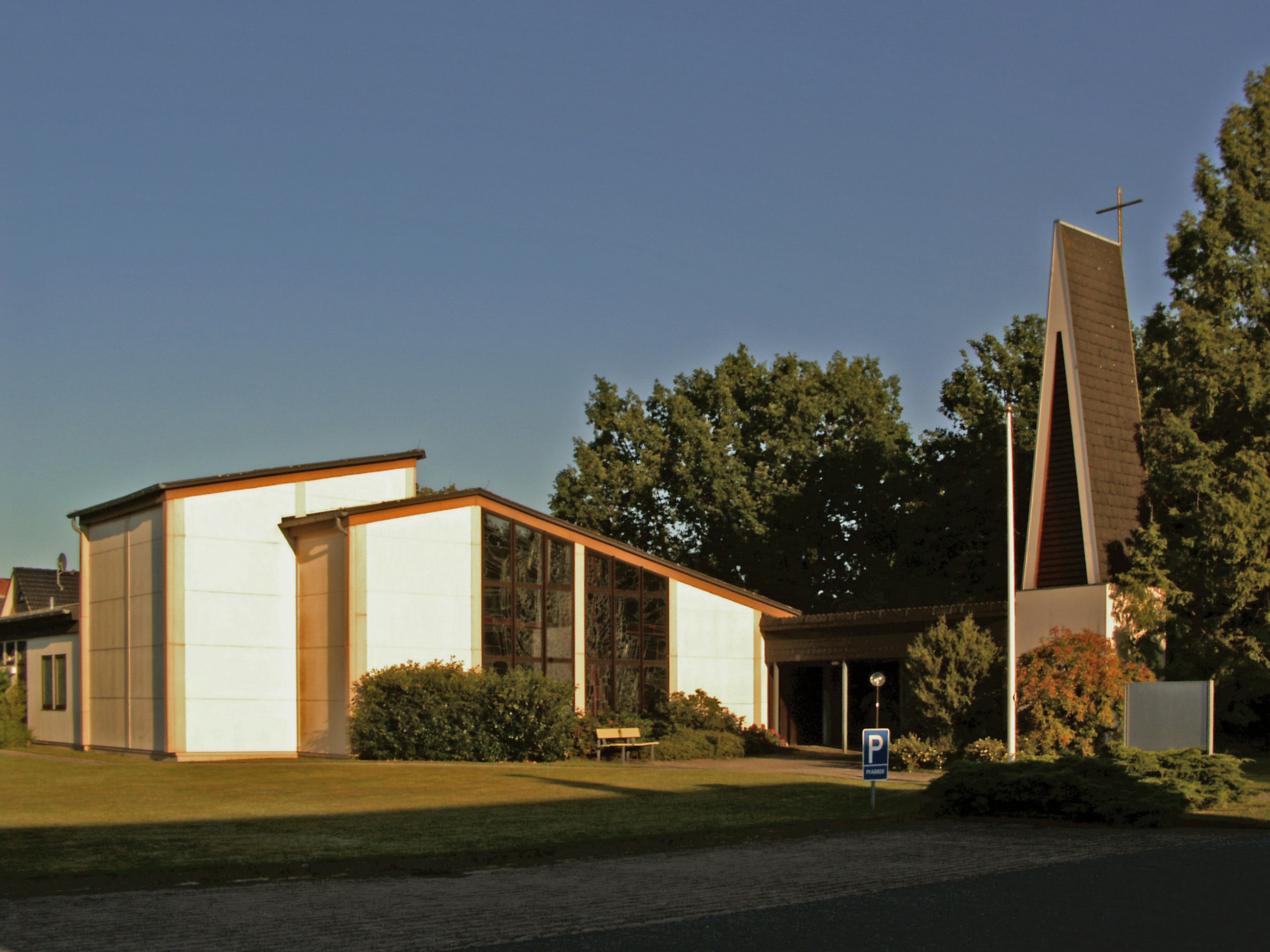
Katholische Auferstehungskirche

### Katholische Kirche
Durch den starken Zustrom von Flüchtlingen und Heimatvertriebenen nach 1945 aus den ehemaligen deutschen Ostgebieten wuchs auch die Anzahl an Katholiken in Hermannsburg stark an. Mit Unterstützung der evangelischen Gemeinden, konnten die Heiligen Messen in der Friedhofskapelle abgehalten werden. Die katholische Auferstehungskirche wurde erst 1975/76 nach Plänen von Josef Fehlig gegenüber dem Friedhof erbaut (Hustedtstraße 12), ausgeführt in Fertigteilbauweise mit freistehendem Turm. Sie gehört zur Pfarrgemeinde Sühnekirche vom Kostbaren Blut in Bergen.

## Kultur und Sehenswürdigkeiten
Hermannsburg gehört zum niederdeutschen Sprachraum und zur nordniedersächsisch-plattdeutschen Dialektgruppe. Seit dem Ende des Zweiten Weltkrieges hat sich allerdings die hochdeutsche Sprache weitgehend durchgesetzt und das Niederdeutsche verdrängt. Lediglich unter den älteren Einwohnern spielt Plattdeutsch als Umgangssprache noch eine größere Rolle. Seit den 1990er Jahren wird Plattdeutsch jedoch auch in den Schulen wieder vermehrt unterrichtet.

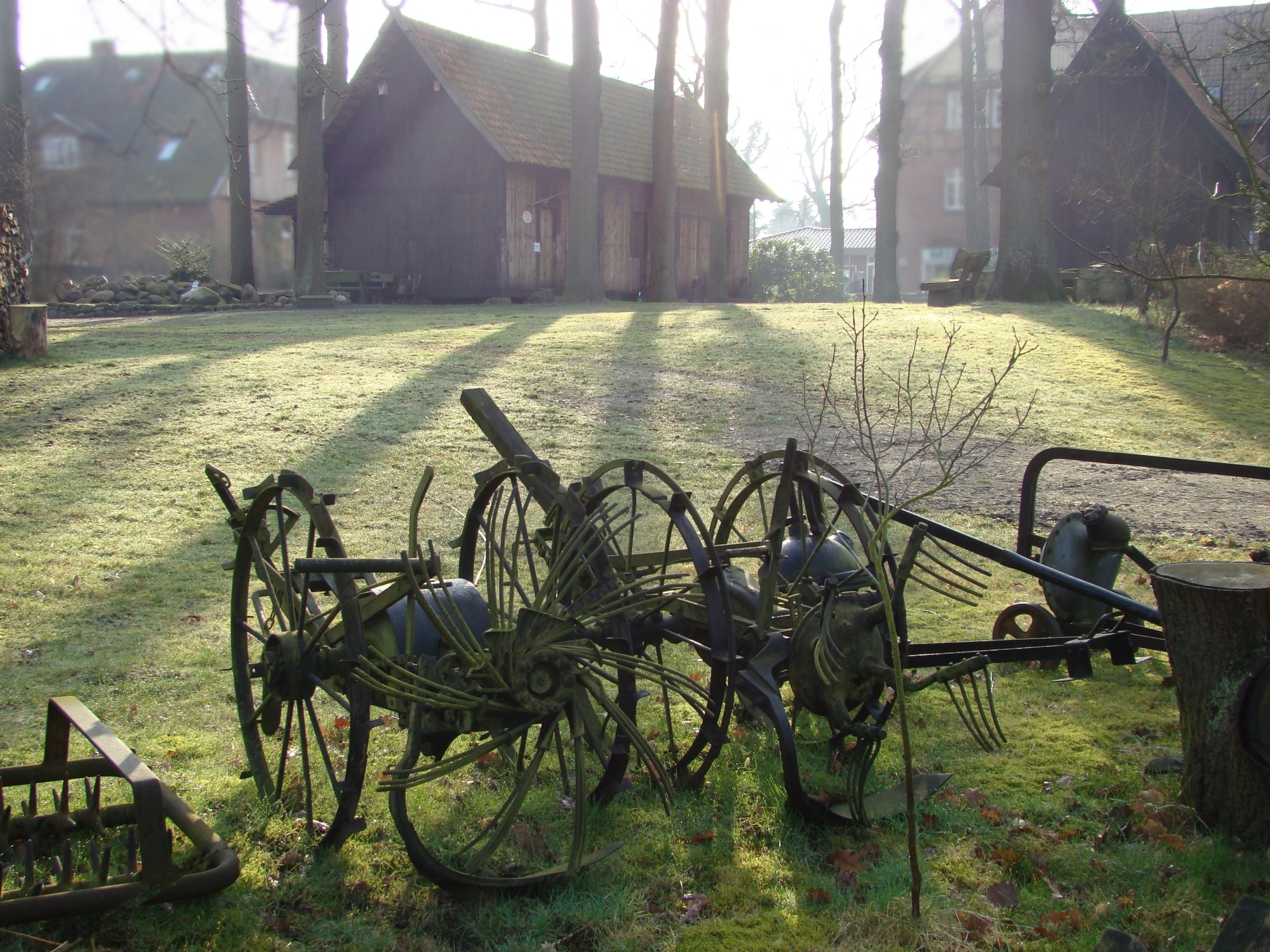
Außenbereich des Heimatmuseums

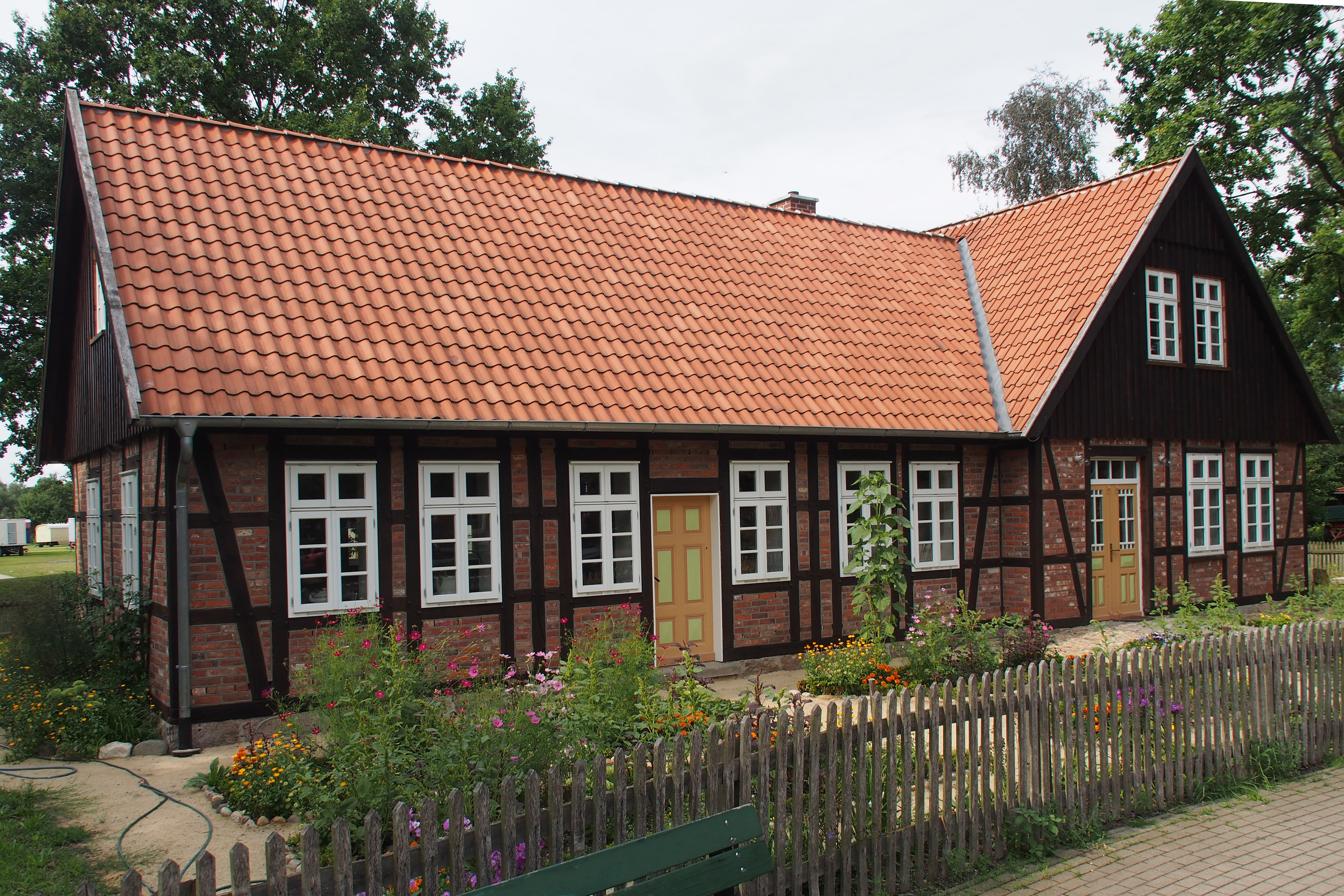
Das in Hermannsburg wieder aufgebaute ehemalige Häuslingshaus aus Baven

- Das Heimatmuseum Hermannsburg wird seit dem Jahr 2000 vom Förderkreis Heimatmuseum des Heimatbundes Hermannsburg e. V. betreut, der sich aufgrund der drohenden Schließung des Museums gründete. Das Heimatmuseum hat eine jährlich wechselnde Ausstellung. Auf dem Museumsaußengelände wurden mehrere historische Objekte wieder aufgebaut: ein Bienenzaun, ein historischer Lehmbackofen (aus Diesten), ein Doppelspeicher aus dem 17. bzw. 18. Jahrhundert (aus Beckedorf), eine Begegnungsstätte mit gepflastertem Dorfplatz und ein Speicher aus dem 17. Jahrhundert (aus Scheuen). Ein ehemaliges Häuslingshaus aus der Ortschaft Baven wurde dort abgebaut und auf dem Museumsgelände neu erstellt (Als „Häuslinge“ wurden Landarbeiter bezeichnet, die auf dem Bauernhof ihren Dienst taten und dafür gegen geringe Miete, oder zum Teil auch mietfrei, in dem Haus wohnen durften).
- Gegenüber dem Heimatmuseum liegt das Ludwig-Harms-Haus, ein Begegnungszentrum mit Ausstellung, Cafe, Buchhandlung und Eine-Welt-Laden. Neben der Dauerausstellung „Candace – Mission possible“, die einen Einblick in die aktuelle Arbeit des Ev.-luth. Missionswerks in Niedersachsen und einen Rückblick auf das Missionsschiff Candace gibt, werden dort regelmäßig wechselnde Ausstellungen zu künstlerischen und kulturellen Themen gezeigt.

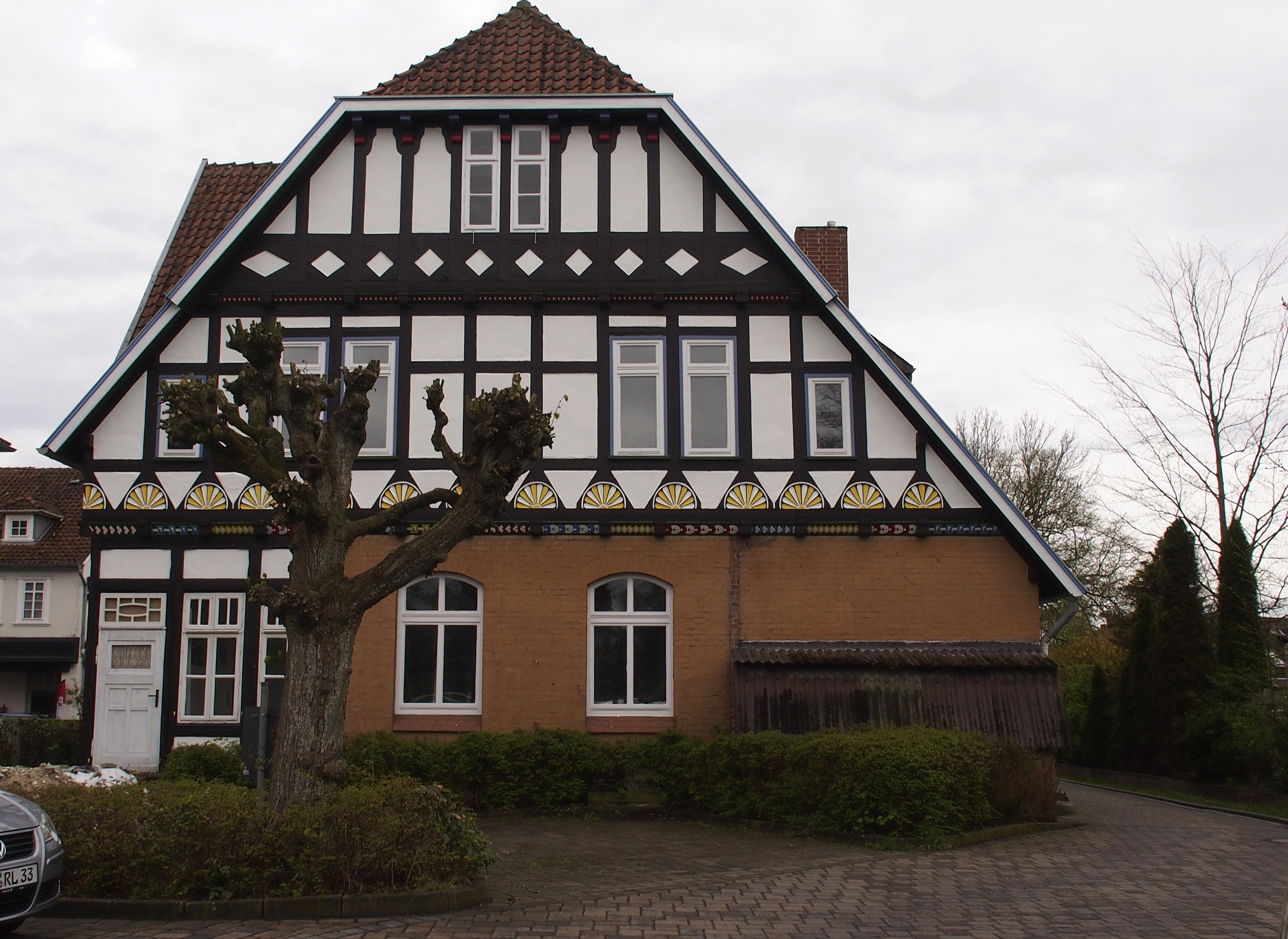
„Völker-Villa“ von Otto Haesler (1909)

- Touristischer Anziehungspunkt sind die weitläufigen Heideflächen des Naturparks Südheide mit dem Naturschutzgebiet Heideflächen mittleres Lüßplateau (Tiefental)[15]
- Die Örtze mit ihrem Ursprungtal mit Paddel-Touren
- Wassermühle (Luttermühle) mit einem oberschlächtigen Wasserrad nahe der Mündung des Weesener Baches in die Örtze, seit 1757 als Sägemühle in Betrieb
- St. Peter-Paul-Kirche
- Große Kreuzkirche
- Kleine Kreuzkirche.
- Ludwig-Harms-Haus, ehemals Altes Missionshaus
- Jungsteinzeitliches Grabhügelfeld als Rekonstruktion
- Historischer Lehmbackofen in einer Seitenstraße, nahe der Örtze, laut Balkeninschrift Aufstellung um 1630
- „Weltkugelbrunnen“ aus schwarzem Marmor (Gewicht: 2 ½ t) vor dem alten Missionshaus – am 19. Juni 2009 feierlich enthüllt. Die Kosten von 73.000 Euro wurden fast ausschließlich über Spenden getragen. Für 60.000 Euro wurde zusätzlich der Vorplatz neu gestaltet.
- „Völker-Villa“, ein von Architekt Otto Haesler 1909 erbautes Haus im englischen Stil, mit einem Obergeschoss in Fachwerkbauweise. Der Name erinnert an die Familie Völker, die seinerzeit das „Völkers-Hotel“ im Ort betrieb.

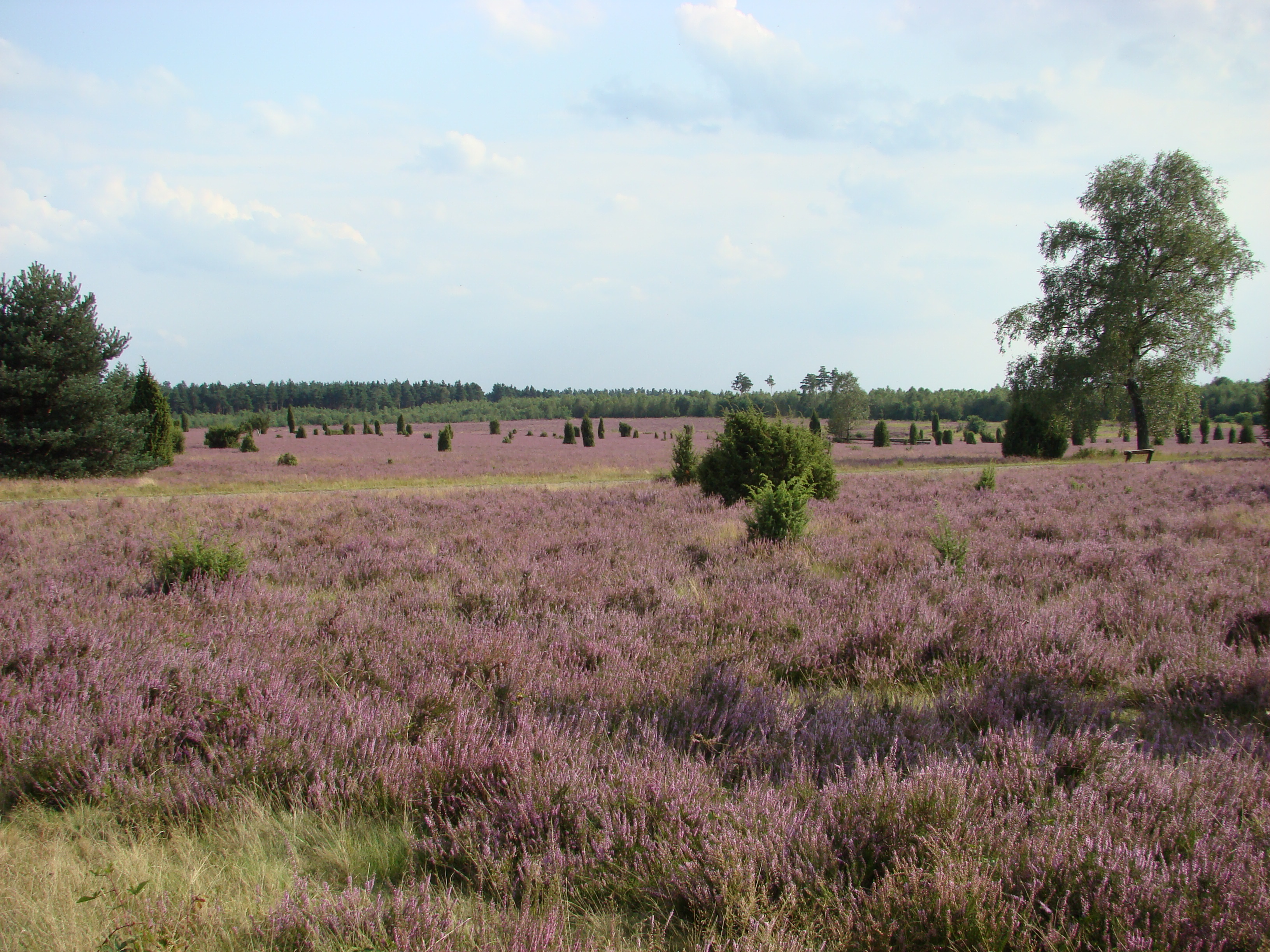
In Tiefental während der Heideblüte
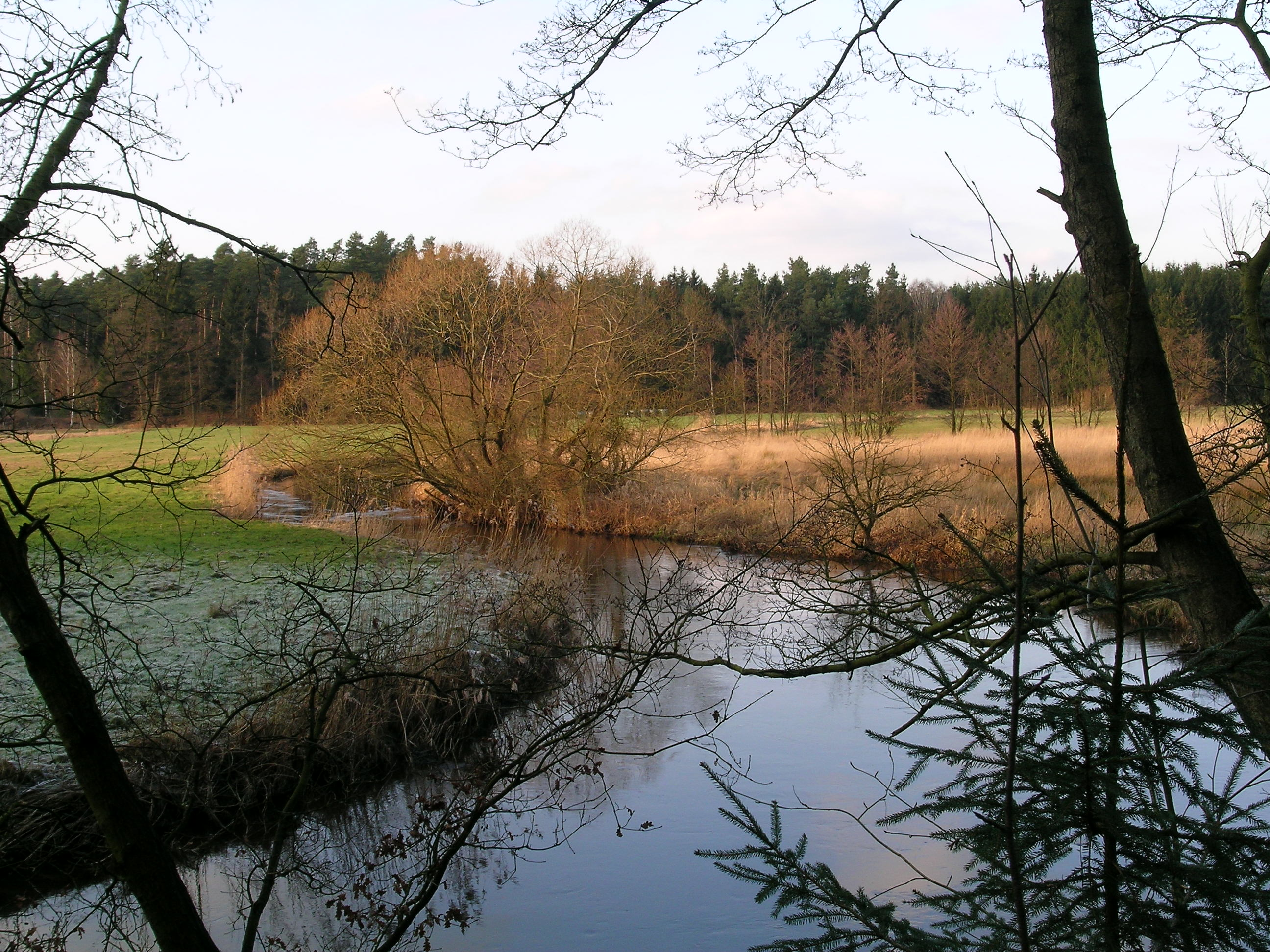
Die Örtze
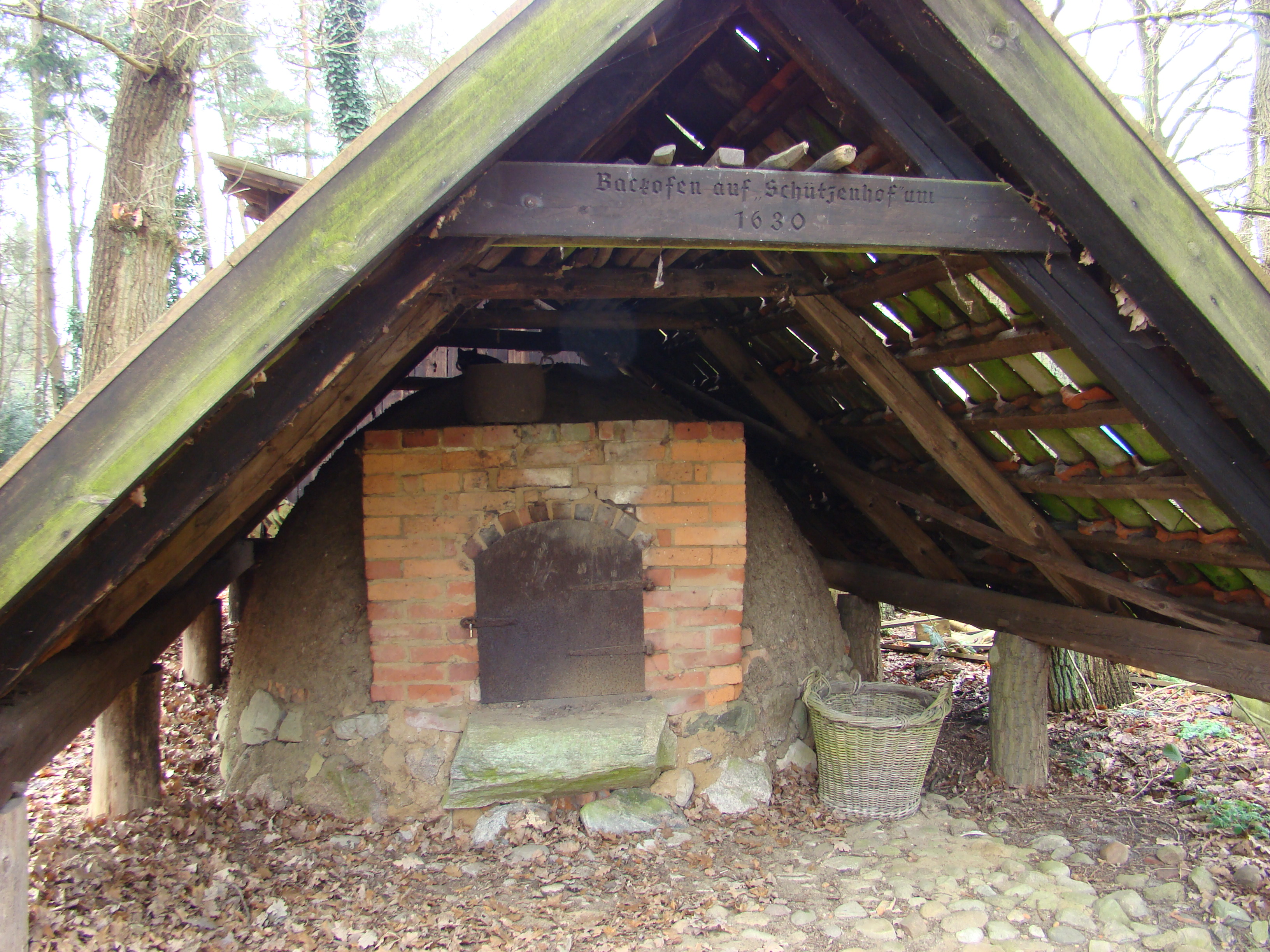
Historischer Backofen, gemäß Balkeninschrift aus der Zeit um 1630
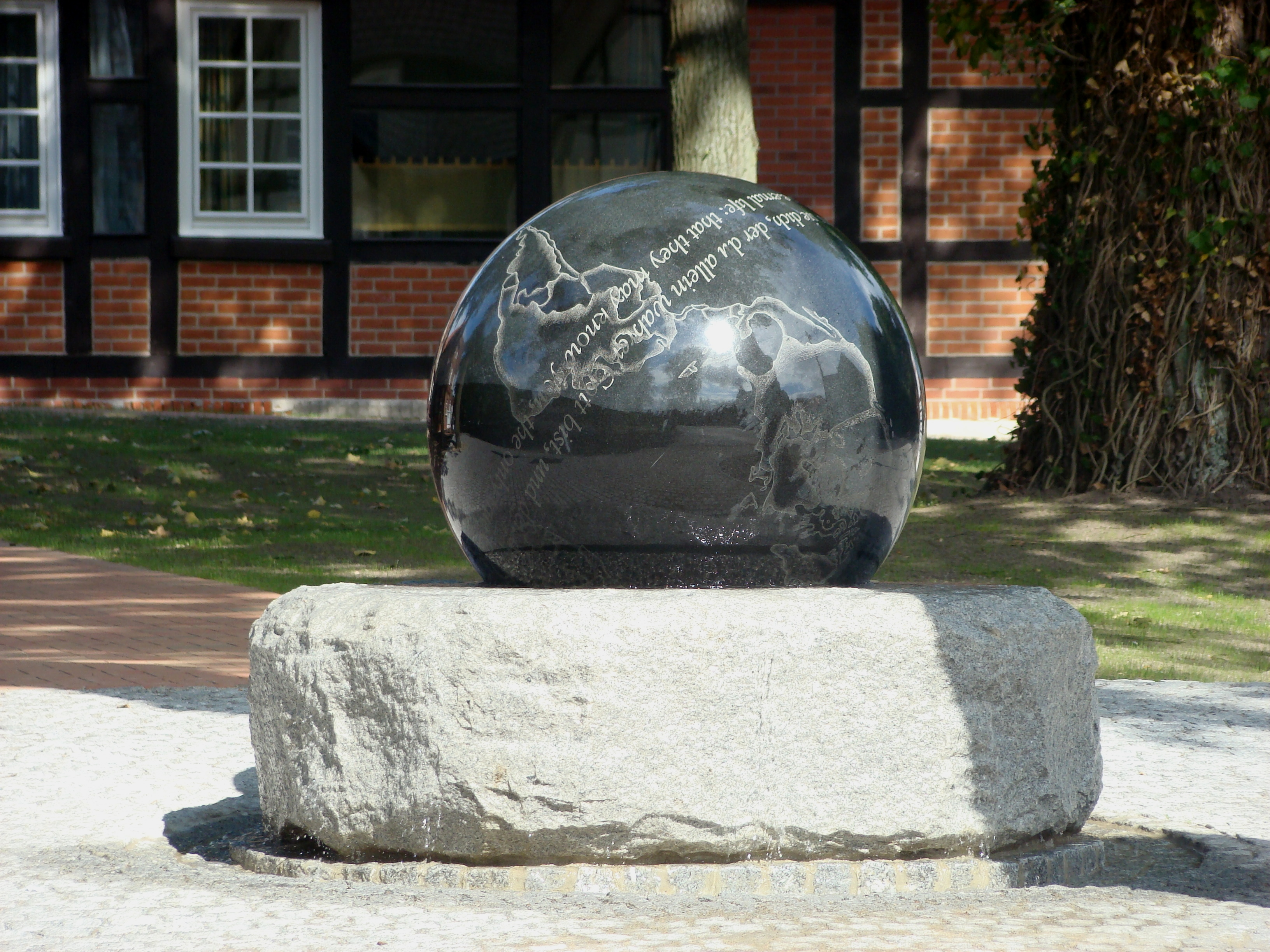
„Weltkugelbrunnen“ vor dem alten Missionshaus

### Vereine und Verbände
In Hermannsburg gibt es etwa 60 eingetragene Vereine. Darunter befinden sich einige, wie der Männergesangverein (1888), die Freiwillige Feuerwehr (1893) und der TuS Hermannsburg (1904), die älter als 100 Jahre sind.

### Regelmäßige Veranstaltungen

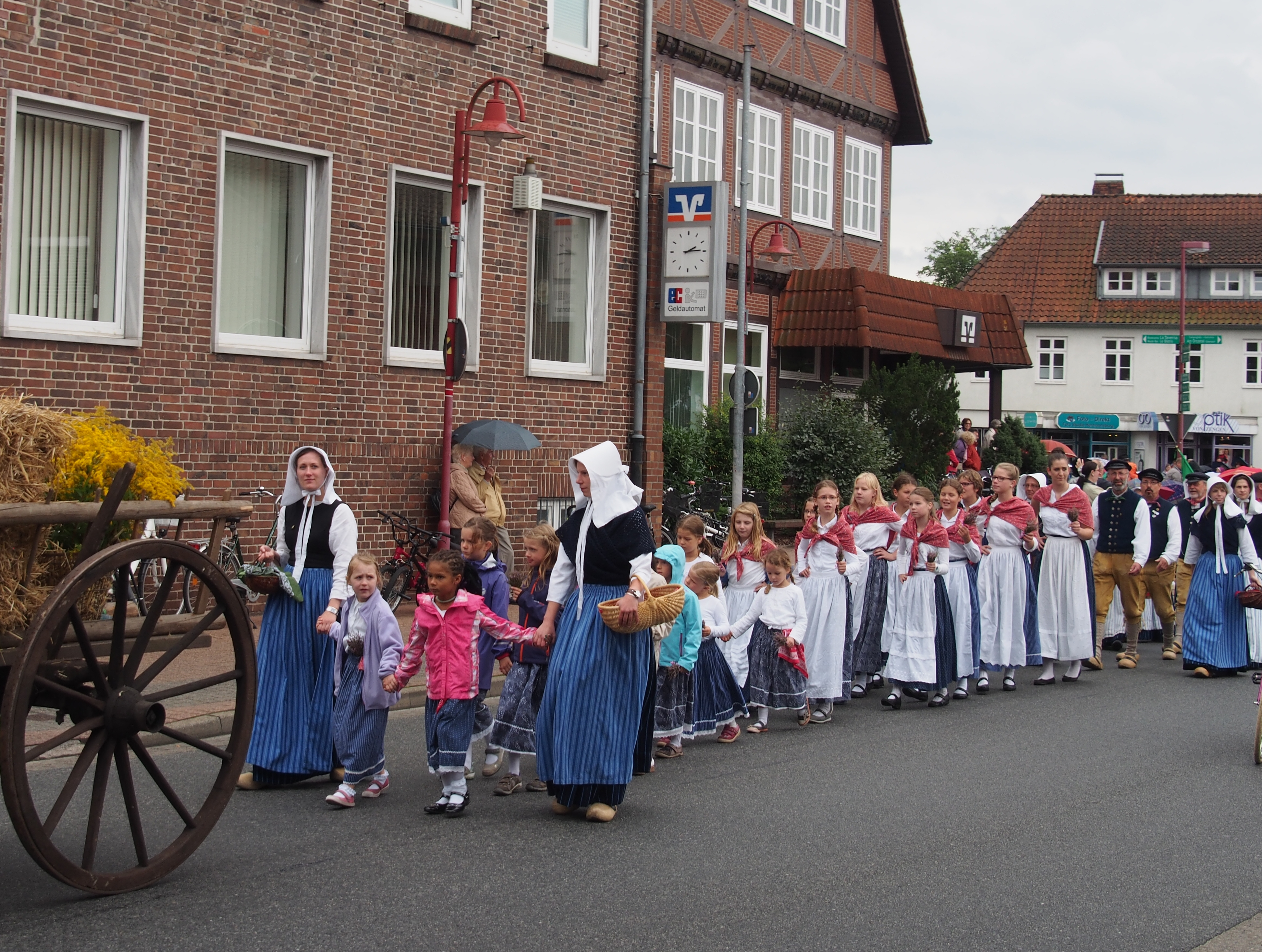
„Vergneugte Harmsberger“ beim Internationalen Trachtenfest, 2014

Bis 2014 fand alle drei Jahre, jeweils am dritten Wochenende im August, das Internationale Trachtenfest in Hermannsburg statt. Verschiedene Trachten- und Musikgruppen aus Deutschland, aber auch aus anderen Ländern Europas traten hier auf. 2014 wurde das 12. Trachtenfest beispielsweise mit Gruppen aus Italien, Lettland und der Schweiz, aber auch aus dem Schwarzwald, dem Ammerland, der Elbmarsch und Bremen gefeiert. Organisiert wurde das Fest von den „Vergneugten Harmsbergern“, einer Sparte des Heimatbundes Hermannsburg.
Seit 1851 feiert die Hermannsburger Mission in jedem Sommer das traditionelle Hermannsburger Missionsfest mit Gästen aus den Partner- und Trägerkirchen des Missionswerkes.
Das Hermannsburger Schützenfest findet regelmäßig am ersten Augustwochenende statt.

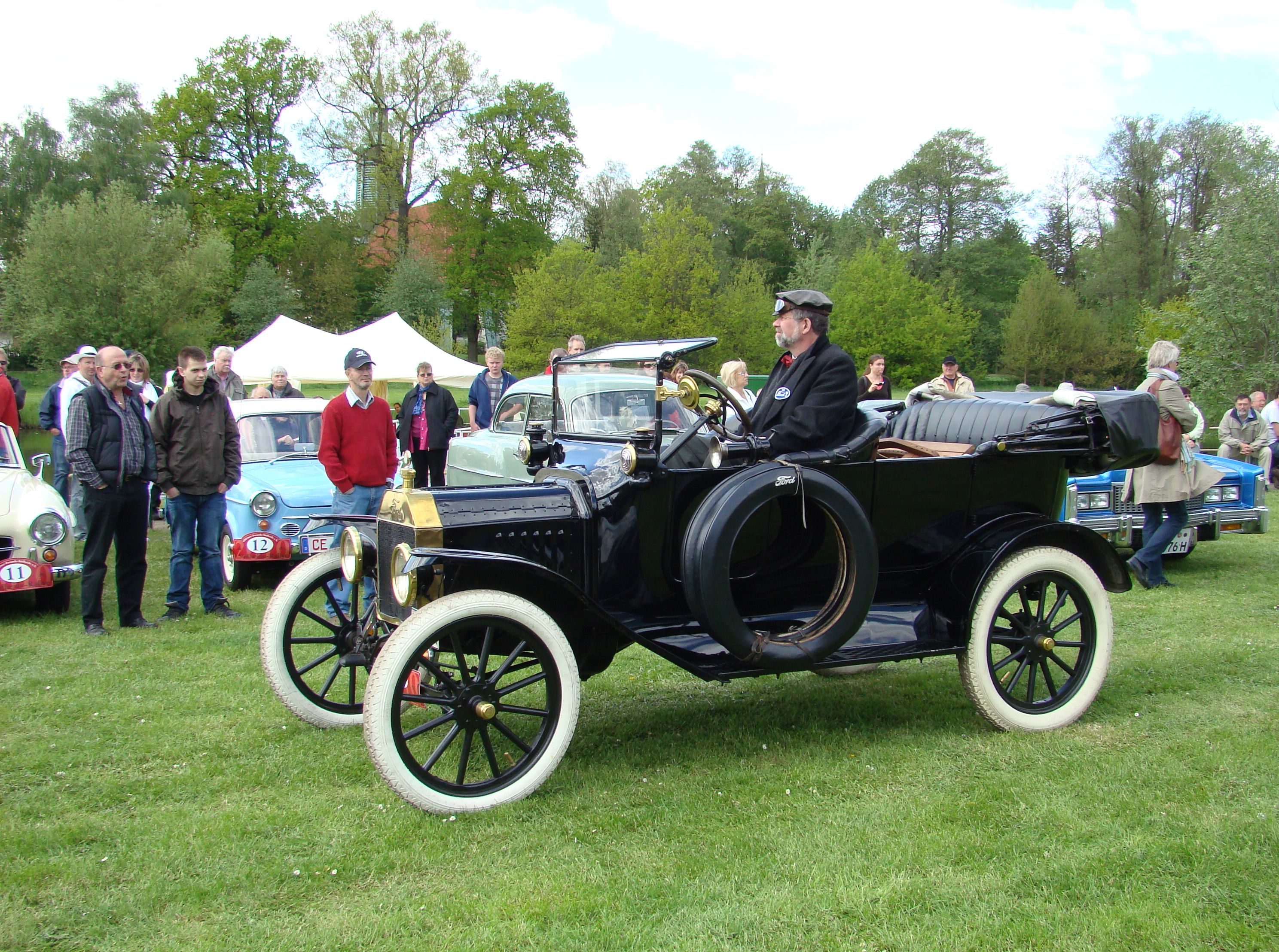
Ford Model T auf dem Oldtimer-Treffen 2010

Einmal jährlich, Anfang Mai, findet das große Hermannsburger Oldtimertreffen im Örtzepark statt. Es wird zusammen mit dem Internationalen Museumstag veranstaltet.
Der Südheide-Volkslauf des TuS Hermannsburg findet regelmäßig im Frühjahr (April/Mai) statt.
Jedes Jahr findet im Sommer ein Themenkonzert der Schüler- und Lehrerschaft des Christian-Gymnasiums in der schuleigenen Aula statt.
Von 2005 bis 2011 fand jeweils am letzten Wochenende im Mai ein großes Ritterturnier statt. 2009 wurde um den Titel Deutscher Meister der Ritterschaften gekämpft.
Von 2012 bis 2017 fanden in Hermannsburg in Anlehnung an die schottischen Highland-Games die Internationalen Hermannsburger Hei(de)land-Games statt.

## Wirtschaft und Infrastruktur
Das wirtschaftliche Leben Hermannsburgs war lange Zeit von der Landwirtschaft geprägt. Im 17. Jahrhundert kam die Holzflößerei hinzu, die über sog. Bindestellen an der Örtze und anschließend über die Aller Holzflöße bis nach Bremen transportierte. 1563 wurde erstmals der „Große Krug“ (Völkers Gasthof, später Völkers Hotel) erwähnt, der von 1610 bis 1728 die Braugenehmigung (Braugerechtigkeits-Concession) hatte. Dieser wurde 2007 abgerissen. Durch den Zuzug von Flüchtlingen nach 1945, und durch die Eingemeindungen 1973, erhöhte sich die Einwohnerzahl von 2.193 im Jahre 1910 auf etwa 8.500 zu Beginn des 21. Jahrhunderts erheblich. Am Südwestrand Hermannsburgs liegen zwei Gewerbegebiete. Insbesondere zur Zeit der Heideblüte kommen viele Feriengäste. Das größte Hotel im Ort gehört zur Best Western Hotelkooperation.

### Verkehr
1543 wurde erstmals in einer Chronik eine Handelsstraße erwähnt, die den Ort Hermannsburg berührte. Sie führte vom Rheinland kommend über Hannover-Langenhagen, Steinförde, Winsen (Aller), Bergen, Hermannsburg, Lüneburg und weiter nach Norden. In Hermannsburg befand sich ein Kaiserliches Postamt.
Bis 1866 erhielt Hermannsburg die Post wöchentlich einmal per Boten aus Bergen. Hier befand sich das so genannte Postrelais. Danach bis 1875 führte der Postweg dann zum Bahnhof nach Eschede. Seit 1847 war hier ein Halt der Eisenbahnlinie Harburg-Lehrte. Als 1875 die Chaussee nach Unterlüß fertig gestellt war, fuhr die Postkutsche zu diesem Bahnhof. Am 22. April 1910 wurde der Postkutschenbetrieb eingestellt. Seit diesem Tag gab es die eigene Eisenbahnverbindung.
Wichtig für die Weiterentwicklung war dieser Anschluss an die am 22. April 1910 eröffnete Bahnstrecke Beckedorf–Munster (über Hermannsburg), mit der zugleich eine Verbindung zur Kreisstadt Celle und zur Landeshauptstadt Hannover ermöglicht wurde. Die Kleinbahn von Celle über Beckedorf und Bergen nach Soltau (Bahnstrecke Celle–Soltau) bestand bereits seit 1902. Der Personenverkehr ist inzwischen, bis auf einige Nostalgie-Fahrten im Sommer, eingestellt. Früher fuhren hier fast täglich die Güterzüge durch, um Koks für die Heizungsanlagen der Bundeswehr-Kasernen und der Stadt Munster anzuliefern.
Heute führt die Landesstraße 240, von Celle kommend durch die Ortschaft Beckedorf, in den Ortskern von Hermannsburg, durch Baven hindurch und Richtung Norden weiter nach Müden (Örtze). Die Landesstraße 281 verläuft aus Richtung Bergen in die Ortschaft Beckedorf und führt von dort weiter nach Eschede.

### Öffentliche Einrichtungen

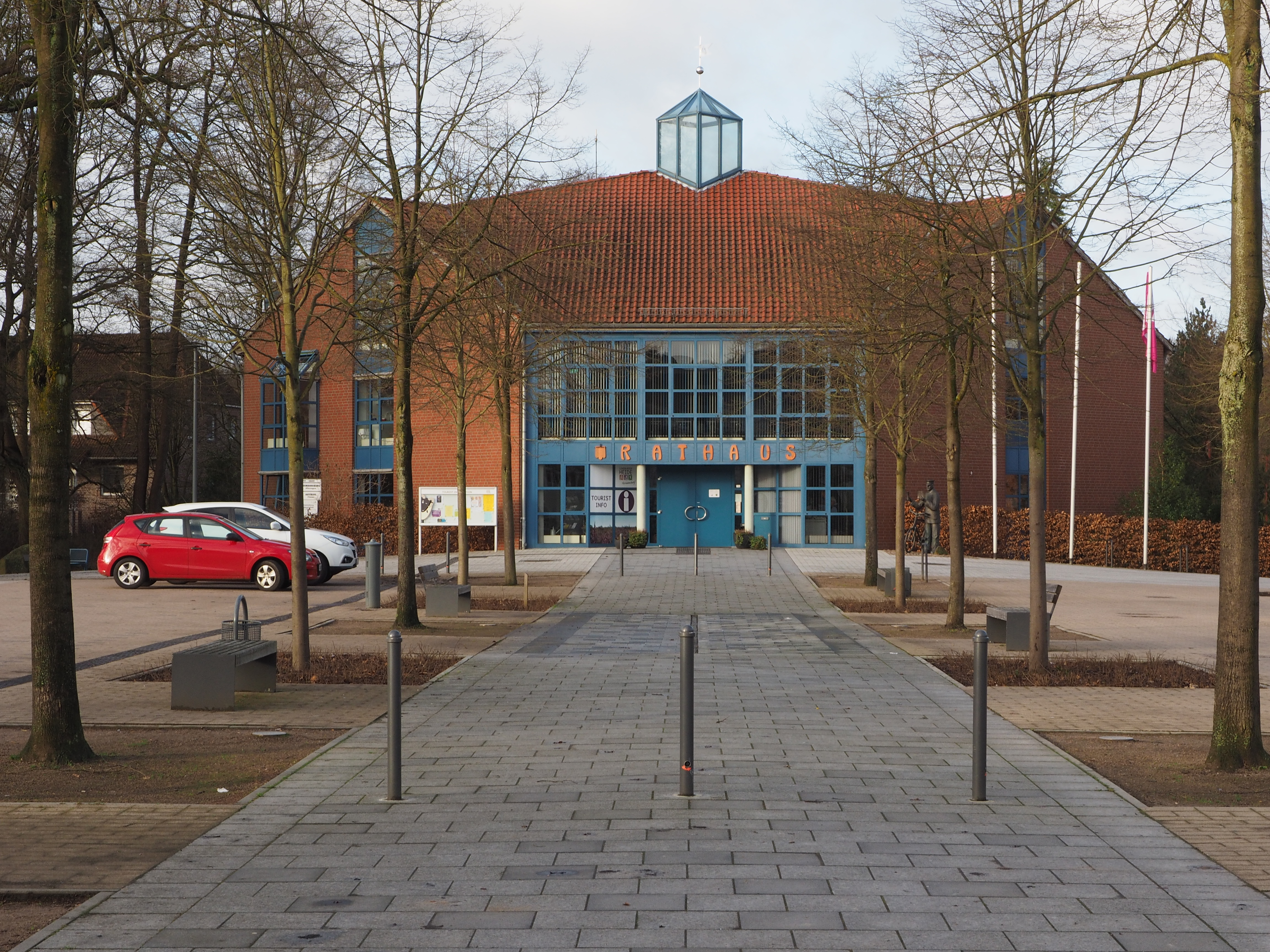
Das Rathaus von 1991 – Vorplatz 2013 neu angelegt

Die Verwaltung der Gemeinde befindet sich im Kernort am Marktplatz, in einem 1990 neu errichteten Rathaus. In diesem befinden sich auch die örtliche Polizeidienststelle sowie das Gemeindearchiv. Weiterhin gibt es eine Bücherei, einen Tourismusverein und das Heimatmuseum, die im Neubau von 1983 in der „Harmsstraße 3“ untergebracht sind.

### Bildung
An allgemein bildenden Schulen befinden sich im Kernort eine Grundschule und eine Oberschule.
Ursprünglich war die Oberschule eine Hauptschule, welcher noch eine Orientierungsstufe angegliedert war. Durch Beschluss der Niedersächsischen Landesregierung wurden aber alle Orientierungsstufen am Ende des Schuljahres 2003/2004 aufgelöst.
Daneben besteht das Christian-Gymnasium.
Bereits 1817 hatte Pastor Hartwig Christian Harms eine Hermannsburger Privatschule ins Leben gerufen, an der zunächst seine eigenen zehn Kinder und zusätzlich zehn auswärtige Kinder unterrichtet wurden. Nach dessen Tod übernahm sein Sohn Ludwig Harms von 1848 bis 1860 die Leitung der Schule. Diese war im Laufe der Jahre viel zu klein geworden.

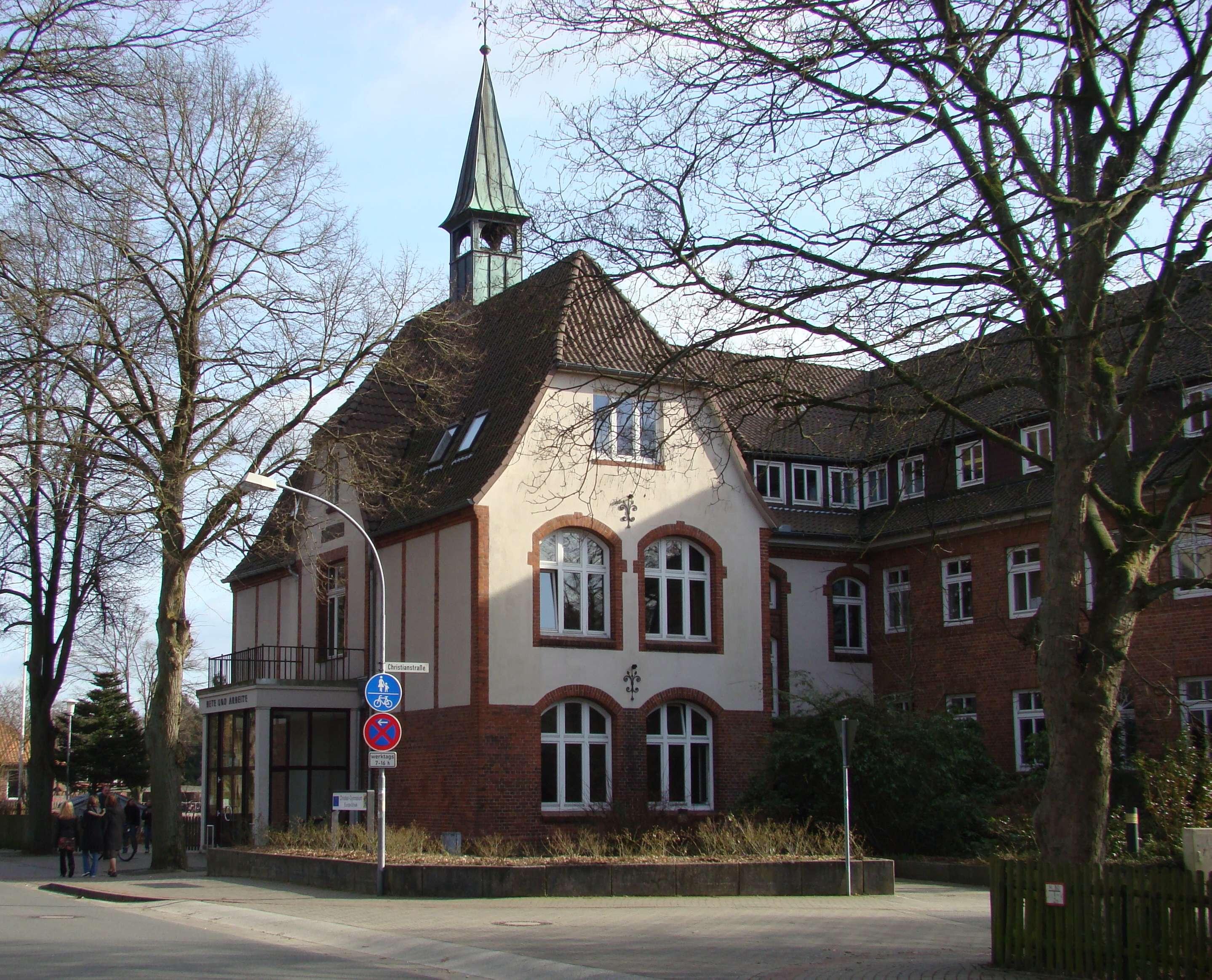
Alter Trakt der Christianschule Hermannsburg

Am 24. April 1903 wurde der Grundstein für die heutige Christianschule gelegt. Aus dem Vermögen des im Alter von 16 Jahren verstorbenen Prinzen Christian von Hannover (1885–1901), einem Sohn des Ernst August, Kronprinz von Hannover und Herzog von Cumberland (1845–1923), vermachte Prinz Christians Tante Mary (1849–1904), Prinzessin von Hannover, Tochter von Georg V (1819–1878), König von Hannover, der Hermannsburger Missionsanstalt eine Stiftung in Höhe von 20.000 Mark, zweckgebunden für den Neubau einer Knabenschule. Am 14. April 1904 wurde die Christianschule, mit zunächst 94 Schülern, in der Trägerschaft der Missionsanstalt (heute Evangelisch-lutherisches Missionswerk in Niedersachsen (ELM)) eingeweiht. 1931 wurde die reine Knabenschule mit der höheren Mädchenschule vereinigt und in Koedukation weiter geführt. Die höhere Mädchenschule war eine 1893 vom Hermannsburger Missionsdirektor Georg Haccius gegründete evangelische Privatschule. Am 1. April 1940 übernahm der Landkreis Celle die Christianschule als Kreismittelschule. Auf Betreiben des Missionsdirektors Claus August Elfers kehrte sie am 14. April 1948 als private, vereinte Mittel- und Oberschule in die Trägerschaft der Missionsanstalt zurück. 1950 wurden erstmals 16 Reifezeugnisse am Gymnasium der Christianschule ausgestellt. 1956 verlor sie ihren Privatschulcharakter und wurde vom Landkreis Celle als Schulträger wieder übernommen und zur öffentlichen Schule gemacht. Das Christian-Gymnasium trägt seit dem 25. Juli 2007 den Titel Europaschule. Seit dem 15. März 2010 ist sie auch Schule ohne Rassismus – Schule mit Courage.
Für die Erwachsenenbildung ist eine Heimvolkshochschule vorhanden. Das Evangelische Bildungszentrum Hermannsburg, vormals die Niedersächsisch Lutherische HeimVolkshochschule Hermannsburg, ist die älteste evangelische Heimvolkshochschule (HVHS) Deutschlands. Sie wurde 1919 vom Hermannsburger Missionsdirektor Georg Haccius gegründet. Die Idee hierfür stammte aus Dänemark. Hier gab es solche Einrichtungen seit ungefähr 1844. Maßgeblich beteiligt am Aufbau der Heim-Volkshochschule war neben Haccius der erste Leiter der Schule, Ernst Möller, von Haus aus ein Theologe. Heute ist die Bildungseinrichtung eine vom Land Niedersachsen anerkannte und geförderte Heimvolkshochschule. Wie bei seiner Gründung bietet das Haus unter anderem einen fünfmonatigen „Winterkurs“ von November bis März zur Persönlichkeitsbildung für junge Erwachsene an. Heute heißt der Kurs „Moving Times“ und wurde 2008 im Bundeswettbewerb als ausgewählter Ort im Land der Ideen ausgezeichnet.

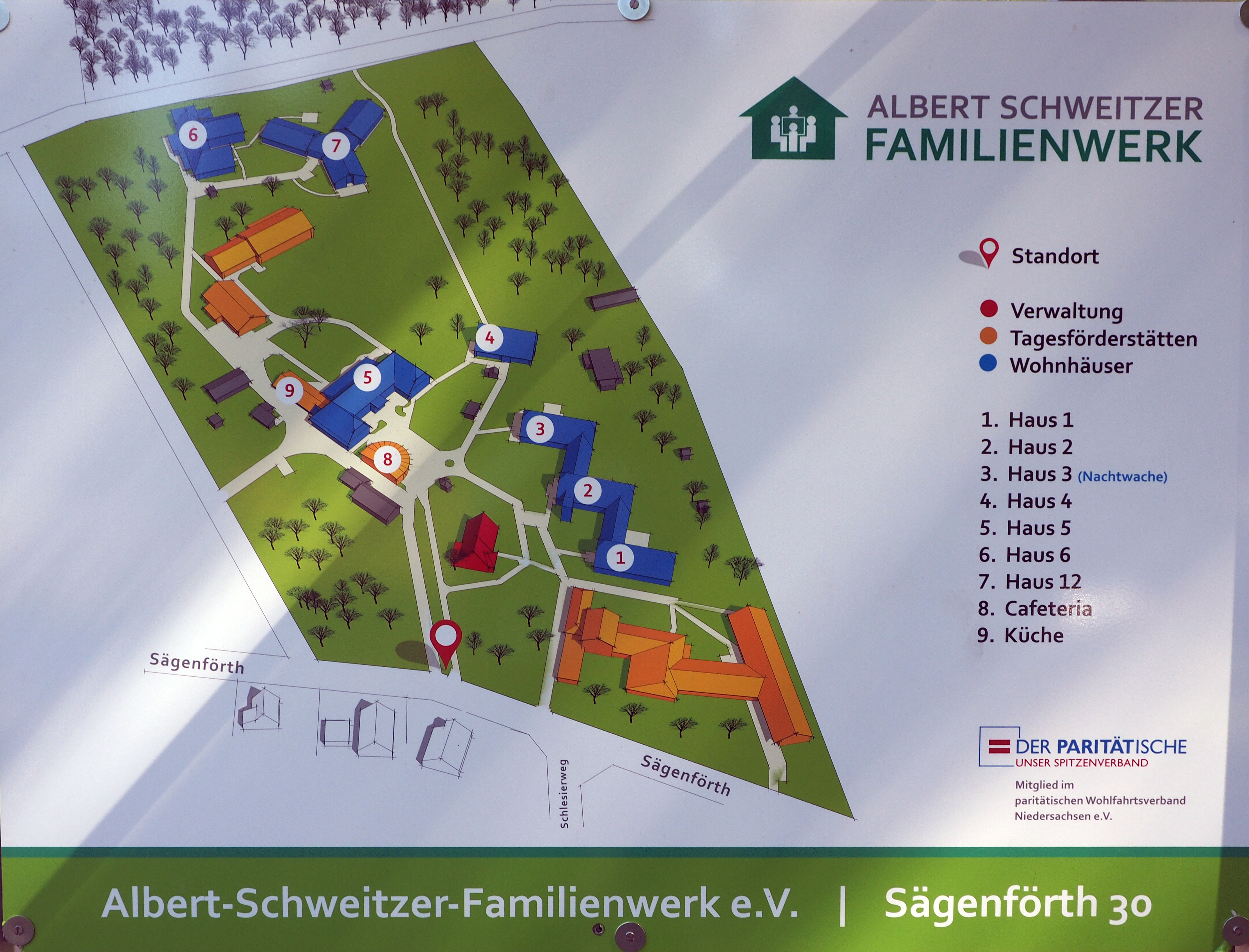
Geländeplan des Albert-Schweitzer-Familienwerks

Die Heidehäuser des Albert-Schweitzer-Familienwerk e. V. mit einer heilpädagogischen Einrichtung für erwachsene Menschen mit geistiger Behinderung und einer Jugendhilfeeinrichtung befinden sich im Ort. Weiter besteht eine Jugendwohngemeinschaft als stationäre Jugendhilfeeinrichtung. Hier wohnen Mädchen und Jungen ab dem 14. Lebensjahr und junge Volljährige, die der Erziehungshilfe bedürfen. Kinder und Jugendliche, die aufgrund psychischer und sozialer Beeinträchtigungen kontinuierlich eine Bezugsperson brauchen, finden Aufnahme.
Jungen Menschen mit persönlichen und sozialen Lern- und Leistungsschwächen, wird hier die Möglichkeit einer qualifizierten Berufsausbildung geboten. Die Ausbildung erfolgt in Zusammenarbeit mit der Agentur für Arbeit, mit Jugendämtern und/oder Rehabilitationsträgern. Auch mit straffällig gewordenen Jugendlichen und Heranwachsenden aus dem Landkreis und der Stadt Celle wird hier gearbeitet.

## Persönlichkeiten

### Söhne und Töchter des Ortes

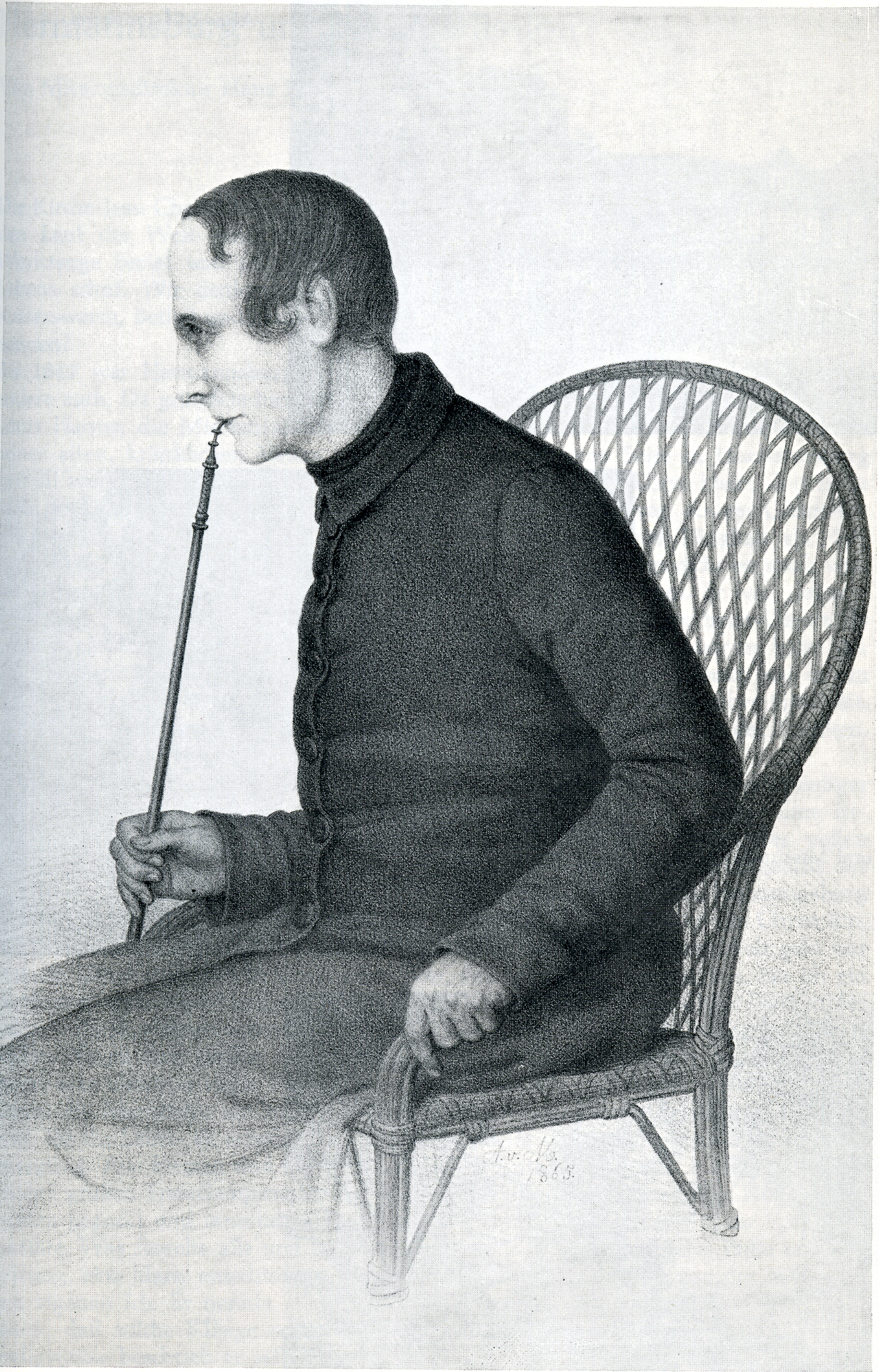
Ludwig Harms, Begründer der Hermannsburger Mission

- Ludwig Harms (er wurde zeit seines Lebens Louis gerufen) [26] (* 5. Mai 1808 in Walsrode; † 14. November 1865 in Hermannsburg). Er gründete 1849 ein Missionshaus (Hermannsburger Mission), das zum bedeutendsten Zentrum der Erweckungsbewegung in Niedersachsen wurde.[27]
- Theodor Harms (* 19. März 1819 in Hermannsburg; † 16. Februar 1885 ebendort), luth. Theologe, Leiter der Hermannsburger Mission, Mitbegründer der Hannoverschen evangelisch-lutherischen Freikirche
- Georg Haccius[28] (* 22. Juli 1847 in Lüneburg als Sohn eines Lehrers; † 4. Juni 1926 in Hermannsburg), 1890–1916 Leiter der Hermannsburger Mission, gemeinsam mit Egmond Harms. Nach dessen Tod am 4. Dezember 1916 alleiniger Leiter der Mission bis 1926. Er gründete 1919 die Niedersächsisch Lutherische Heimvolkshochschule Hermannsburg und die höhere Mädchenschule. Die Universität Göttingen verlieh ihm 1904 ehrenhalber die theologische Doktorwürde.
- Heinrich Cohrs, auch Hermann Cohrs, (* 10. Dezember 1850 in Töpingen; † 11. Mai 1914 in Beedenbostel), Landschaftsmaler
- Diedrich Speckmann (* 12. Februar 1872 in Hermannsburg; † 28. Mai 1938 in Fischerhude), Pastor und Schriftsteller
- Theodor von Lüpke (* 12. April 1873; † 13. April 1961 in Bückeburg), Architekt, Bauforscher und Dokumentarfotograf
- Hans Piesker (* 1. Januar 1894; † 12. Mai 1977), (Dr. phil.), Prähistoriker und Archäologe.
- Karl Mützelfeldt (* 30. April 1881 im neu errichteten, zweiten Missionshaus der Hermannsburger Mission;
 † 30. November 1955 in Adelaide, Australien), Pädagoge, Schuldirektor, luth. Pastor und Seminarleiter
- Friedrich Einhoff (* 11. Juli 1901; † 15. August 1988 in Soltau), Maler und Grafiker
- Klaus Vollmer (1930–2011), evangelischer Theologe und Volksmissionar, der langjährig in Hermannsburg gewirkt hat
- Ernst Bauerochse (* 7. Juni 1925 in Hermannsburg; † 11. Februar 2025), deutscher Missionar und Kirchenvertreter
- Dietrich Mann (* 11. Februar 1935 in Spandau; † 30. September 2000 in Hermannsburg), doppelt promovierter Theologe und Jurist, Pastor, langjähriger Dozent und Seminarleiter des Hermannsburger Missionsseminars sowie Autor zahlreicher theologischer Werke
- Frauke Eickhoff (* 24. Oktober 1967), Weltmeisterin, zweimalige Vizeeuropameisterin und Deutsche Meisterin im Judo, fünfter Platz bei den Olympischen Spielen 1992 in Barcelona
- Axel Flader (* 30. Juli 1967), Politiker, Landrat des Landkreises Celle
- Christine Döring (* 10. Januar 1971 in Hermannsburg), Schauspielerin u. a.: Bulle von Tölz, Küstenwache, SoKo 5113

### Hermannsburger Originale

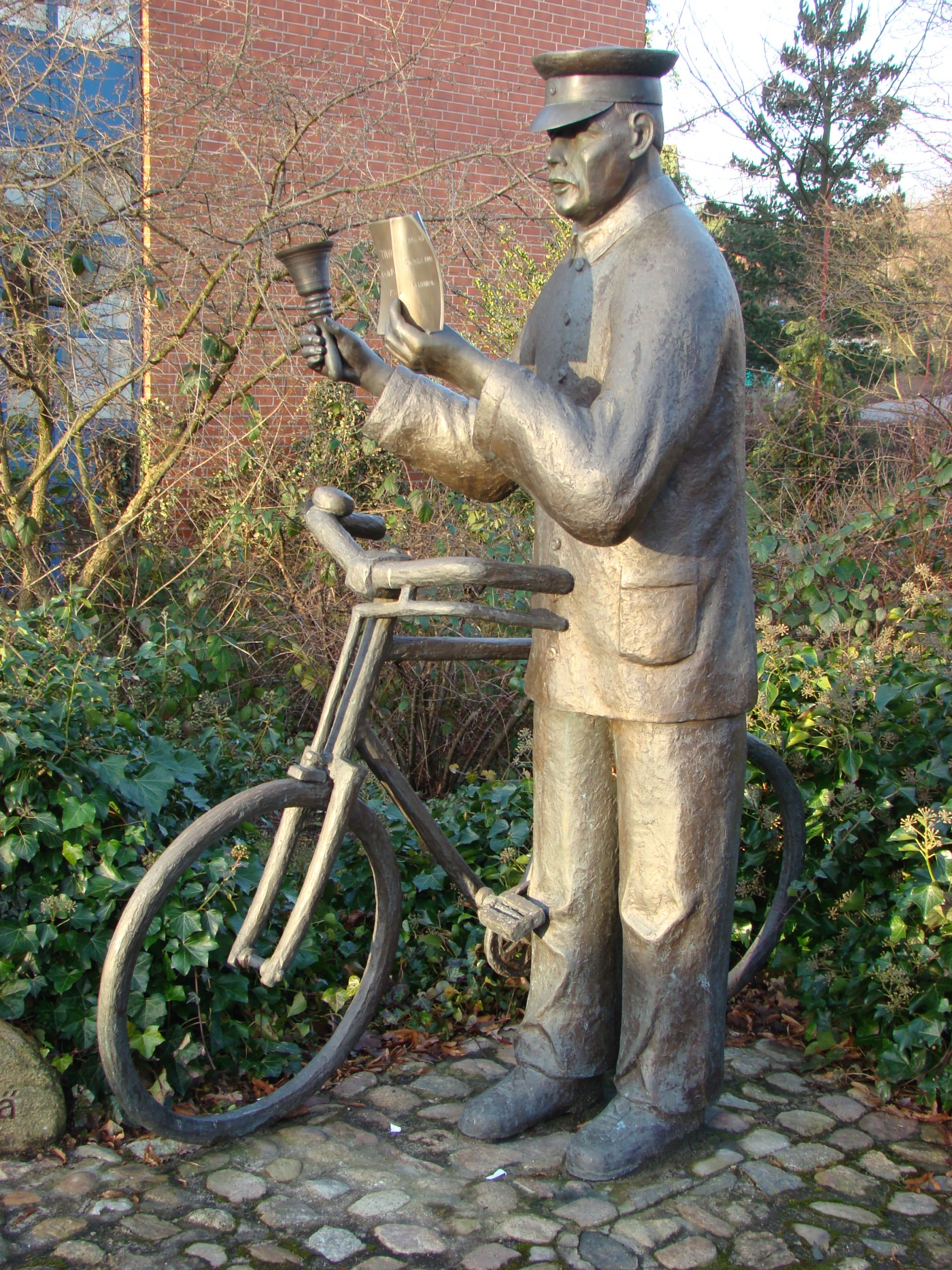
Denkmal für Timm’ Willem

Wilhelm Timme, genannt Timm' Willem (* 15. November 1871 in Bergen; † 14. Juli 1946), Nachtwächter und nach dem Tod von Klingel-Buhr, von 1927 bis 1946, gleichzeitig Gemeindediener und Ausrufer. Der Ausrufer fuhr im Ort ganz bestimmte Plätze an und verkündete die von Amts wegen bekannt zu gebenden Nachrichten, wie Vereinsversammlungen, Kaufangebote oder -gesuche, Auktionen, Kinovorführungen und Schaustellungen. Timm' Willem wurde vor dem Hermannsburger Rathaus ein Denkmal gesetzt. Auch ein Weg wurde nach ihm benannt. Irrtümlich wird immer angenommen, er wäre der letzte Ausrufer in Hermannsburg und sogar im Landkreis Celle gewesen. Das war aber Heinrich Lange, der noch von 1946 bis 1958 Ausrufer in Hermannsburg war.